# Гробницы Атуана
«Гробни́цы Атуа́на» (англ. The Tombs of Atuan) — вторая книга фэнтезийного цикла романов американской писательницы Урсулы Ле Гуин об архипелаге Земноморье. Книга издана в 1971 году и является продолжением романа «Волшебник Земноморья» (1968).
Действие разворачивается спустя десять или пятнадцать лет после событий первого романа. Волшебник Гед отправляется далеко на восток Земноморья, в Империю Каргад, чтобы попытаться заполучить легендарное сокровище, утраченное кольцо Эррет-Акбе, половинка которого хранится в священных Гробницах Атуана. Кольцо должно принести мир всему Архипелагу. Главной героиней книги является жрица Тенар, молодая девушка, которая против своей воли служит древним силам Тьмы — Безымянным — в Гробницах Атуана. Сокращённая версия романа печаталась в журнале Worlds of Fantasy, полностью книга вышла в престижном детском издательстве Atheneum. Роман получил положительные отзывы критиков, номинировался на премию Джона Ньюбери (получив «Почётный диплом медали Джона Ньюбери», англ. Newbery Honor Book) и Национальную книжную премию. Впоследствии неоднократно переиздавался и переводился на разные языки.
Книга представляет собой роман воспитания, в центре которого — взросление женщины; роман затрагивает вопросы о природе религии, зла и свободы, связи личности и общества. В книге находили мифологические и сказочные сюжеты, включая историю Тесея и Ариадны, сказки о Белоснежке и Спящей красавице; отмечались изображение автором культурных различий и описание культуры, подавляющей индивидуальность. В юнгианских трактовках подчёркивались психический процесс интеграции личности, роль подсознания, образ которого воплощён в подземном Лабиринте. Культурным контекстом написания романа стала борьба за гражданские права в 1960-е годы и в частности феминистское движение; существует точка зрения, что книга далека от идей феминизма, несмотря на выбор автором девушки в качестве протагониста. Этот аспект романа стал предметом полемики.

## Мир Земноморья
Земноморье — это целостный вторичный мир, показанный, по выражению литературоведа Дугласа Барбура, «с особой тщательностью и ясностью», с помощью карт, что делает его сравнимым со Средиземьем Джона Толкина. Местонахождение Земноморья и время его существования неизвестны, хотя мир напоминает Землю: в нём одна Луна, происходит аналогичная смена времён года, а календарь близок к земному, например, упоминаются март, апрель и май. Большой архипелаг простирается на 2000 миль, и люди никогда не находили суши за его пределами. Архипелаг включает сотни островов с различными культурами, которые могут описываться подробно или лишь упоминаться. Земноморье устроено просто: это доиндустриальный мир, даже большие торговые корабли ходят на вёслах. В ардической части Земноморья со столицей Большой Порт на острове Хавнор население темнокожее, говорящее на ардическом языке; большинство обитателей Архипелага «медно-смуглые», с чёрными волосами, и напоминают коренных американцев. На востоке Земноморья расположена Империя Каргад, где живут белокожие карги, в то время как на западе Архипелага водятся драконы — древние и коварные существа, говорящие на Истинной Речи.
Земноморье имеет собственную мифологию, объясняющую возникновение этого мира. В мире Земноморья нет богов (за исключением Империи Каргад), церкви и короля, как и науки. Место последней занимает магия, ограниченная, но могущественная: на каждом острове и в каждом поселении есть свой волшебник, занимающийся вопросами погоды, медицины, войны и более мелкими делами. Магия, сочетающая в себе элементы науки и искусства, основана на знании подлинного имени человека, дракона, животного или вещи, что даёт власть над ними. Магии можно научиться, но, чтобы ею пользоваться, необходима врождённая сила. Волшебники ардической части Земноморья обучаются в Школе на острове Рок. В прочих местах Архипелага есть свои колдуны и целители, но они не так образованы, как волшебники с острова Рок. Волшебниками в Земноморье могут быть только мужчины, хотя среди местных целителей встречаются и женщины.
В Земноморье, по оценке Барбура, одна цивилизация, но её масштаб позволяет сосуществовать крайностям (воины империи, бедные рыбаки, благородные маги и т. д.), подобно периоду возрождения XII века в Европе, где большинство населения составляли крестьяне, а образование и философия сочетались с полным невежеством. Сообщества на островах изолированные, однородные и замкнутые, их обитатели обычно связаны с морем, но зачастую ничего не знают о мире за пределами родной деревни или острова. Созданию сообщества способствуют общие ритуалы; исследователи Крейг и Диана Бэрроу отмечали скрытую связь между общественными событиями в «пропитанном романтикой средневековом мире бронзового века». По мнению Брайана Аттебери, география Архипелага напоминает Индонезию, группы островов между Азией и Австралией.

## Империя Каргад. Предыстория
Империя Каргад представляет собой теократическое государство, которое управляется божественным монархом, Королём-Богом; это милитаризированное и патриархальное общество. Империя состоит из четырёх островов: Атуан, Карего-Ат, Атнини и Гур-ат-Гур. Несколько культов включают древнее поклонение Безымянным, а также более молодые культы Короля-Бога и Богов-Близнецов — мужских божеств Вулуа и Атва. На Атуане расположены три храма — новый Храм Короля-Бога, более древний Храм Богов-Близнецов, и посвящённый Безымянным Тронный Храм, самый старый из трёх. Храмы расположены на огороженной территории Святого Места, древнейшей святыни Империи Каргад; там же находятся Большой и Малый Дом, различные жилищные и хозяйственные постройки. На отдельном участке за Тронным Храмом из земли торчат девять огромных чёрных камней, о которых известно мало, кроме того, что они называются Священными «Гробницами Атуана. По слухам, Камни появились здесь ещё до рождения первого человека, когда только создавались острова Земноморья».
Безымянные — это силы тьмы и разрушения, которые существуют глубоко под землей: «Древние Силы Земли, возникшие задолго до рождения нашего мира»; закоулки и ловушки Лабиринта, расположенного под Храмом, охраняют сокровища, накопленные культом Безымянных в старые времена. Новый культ Короля-Бога является «выскочкой», он игнорирует поклонение Безымянным — их культ находится в упадке. Сомнительно, что короли и аристократия верят в силы тьмы, но им нужен символ власти. Карги презирают и боятся волшебников с Внутренних Островов, считая, что у тех нет бессмертной души и что они после смерти становятся призраками и исчезают, в то время как души каргов перерождаются.
Империя Каргад по сравнению с остальным Земноморьем небольшая и направлена на разрушение. Противостояние волшебников и жрецов Каргада берёт начало в эпоху Эррет-Акбе, волшебника, который пытался объединить Земноморье, но не сумел. Согласно преданию, Эррет-Акбе потерпел поражение от Верховного Жреца Богов-Близнецов: кольцо волшебника разломилось, одна его половинка осталась в Гробницах Атуана, другая считается утраченной; ранее ей владела королевская семья, низвергнутая отцом нынешнего Короля-Бога. Когда кольцо раскололось, начались раздоры, Земноморье погрузилось во тьму; до восстановления кольца на Архипелаге не будет мира и единства. Гед получает половинку кольца (в конце «Волшебника Земноморья») в дар от старой женщины на безымянном островке, где терпит кораблекрушение; встреченные Гедом старик и старуха стали жертвой династической борьбы — их высадили на необитаемом острове, когда они были ещё детьми. О том, что он является обладателем потерянной части кольца, Гед узнаёт от дракона на крайнем западе Земноморья. В романе Гед, уже будучи полноценным героем, предпринимает попытку заполучить пропавшую половинку кольца Эррет-Акбе из Гробниц Атуана, что должно принести мир всему Земноморью.

## Сюжет
Основное действие разворачивается на острове Атуан десять или пятнадцать лет спустя после событий «Волшебника Земноморья». В небольшом прологе показывается, как Тенар, пятилетняя белокожая девочка с тёмными волосами, вечером бежит через сад к своей золотоволосой матери. Мать смотрит на дочку и скорбит, потому что ребёнка вскоре заберут, чтобы сделать из неё Великую Жрицу Безымянных в Гробницах Атуана. Позднее мать Тенар безуспешно пытается обмануть посланников Гробниц, чтобы оставить ребёнка у себя. Согласно верованиям каргов, Великая Жрица постоянно, с начала времён, возрождается в теле ребёнка, время рождения которого близко к смерти предыдущей жрицы. Далее показывается жестокая церемония, в ходе которой девочка в возрасте шести лет символически приносится в жертву: фигура в белом одеянии заносит меч над шеей ребёнка, но в последний момент фигура в чёрном останавливает руку и требует девочку для тьмы. Тенар лишается семьи, имени и человеческого общества. Теперь её зовут Ара — «поглощённая», у неё нет имени и индивидуальности, к ней нельзя прикасаться, так как Безымянные завладели её именем и душой.
На протяжении восьми лет, до 14-летнего возраста и того момента, как она становится женщиной, Ара живёт в уединённом священном месте, в храме Безымянных, формально являясь Великой Жрицей Гробниц Атуана. Там могут находиться только жрицы и евнухи. В этот период обучения жизнь Ары состоит из ритуалов, церемоний, она учится прясть и ткать шерсть, изучает священные песни и танцы, историю Каргада. Две Верховные Жрицы, Коссил и Тхар, обучают Ару религиозным преданиям и внутреннему устройству Гробниц. Коссил, грузную и коварную Верховную Жрицу Короля-Бога, интересует не вера, а власть; жестокая и циничная жрица завидует будущему положению Ары. Худощавая Тхар, Верховная Жрица Богов-Близнецов, рассказывает девушке о Безымянных, древних хозяевах тьмы и смерти. Тхар не жестокая, но твердо следует «железным законам» священного места. Ару охраняет евнух Манан, который должен ограничивать её любопытство и тягу к знаниям, но нарушает правила из любви к ней. Хотя Ара гордится своим положением Великой Жрицы Безымянных, иногда ей очень скучно: она признаётся в этом Манану, который говорит, что когда-то короли советовались с Безымянными с помощью их жриц. Но сейчас правит Король-Бог, и эти советы не нужны. Однажды Пенте, её подруга, юная послушница, посвящённая Королю-Богу, даёт Аре восемь свежих яблок (которые в Гробницах доступны лишь сушёными), напоминающих о прошлой жизни. Пенте, которая оказалась в Гробницах потому, что её родители были слишком бедными, говорит, что скорее бы вышла замуж за «свинопаса… и жила бы с ним в канаве», чем осталась бы запертой в пустыне, «среди сплошных женщин», в месте, «куда… никто… не заходит». Этот случай наталкивает Ару на размышления о своей жизни, хотя предложенные яблоки она не съедает.
В Гробницы прибывают пленники, мятежники против Короля-Бога, их должны принести в жертву Безымянным. Ара хочет быть сильной и безжалостной, желает служить Безымянным: по настоянию Коссил она приговаривает трёх узников к смерти от жажды и голода в темноте, но переживает из-за своего решения, так как не жестока по натуре. Выйдя из Гробниц, Ара падает в обморок и затем заболевает, её мучают кошмары: так, ей снится, что она «в полной темноте должна отнести … кувшин, полный воды, кому-то, умирающему от жажды. Но так и не могла добраться до этого человека». Для вынесения приговора Ара, сопровождаемая Коссил, впервые входит в Подземелье, священное место, где запрещён свет. Придя в себя после гибели пленников, Ара начинает исследовать свои владения — Священное Подземелье, расположенное под Камнями, и Большой Лабиринт. В Подземелье ведут две двери, одна из Храма Безымянных, другая, дверь в Красной скале, никогда не открывалась наружу. Лабиринт представляет собой сложнейшую систему туннелей, «бесконечную… бессмысленную паутину коридоров», своеобразный подземный город, «заполненный золотом, коронами, костями, мечами павших героев». Следуя указаниям Тхар, девушка путешествует во мраке по пыльным и опасным коридорам на ощупь, запоминая количество поворотов. В Лабиринт могут заходить только Ара и её евнух; в центре огромного и запутанного Лабиринта находится комната, где хранится Великое Сокровище — половинка кольца Эррет-Акбе; в это место мужчинам вход запрещен, даже Манану. Ара узнаёт путь в Сокровищницу, но не посещает её; девушку удерживает «странное чувство незавершённости собственных намерений, или скорее знаний». После смерти Тхар пребывание в своих владениях помогает Аре держаться подальше от Коссил, которая избавилась бы от юной жрицы, если бы осмелилась. Отрезанная от мужского мира, Ара привыкает к одиночеству и пустоте. В Лабиринте девушка чувствует «странноватую, горьковатую, но всё же приятную уверенность в своём полном одиночестве».

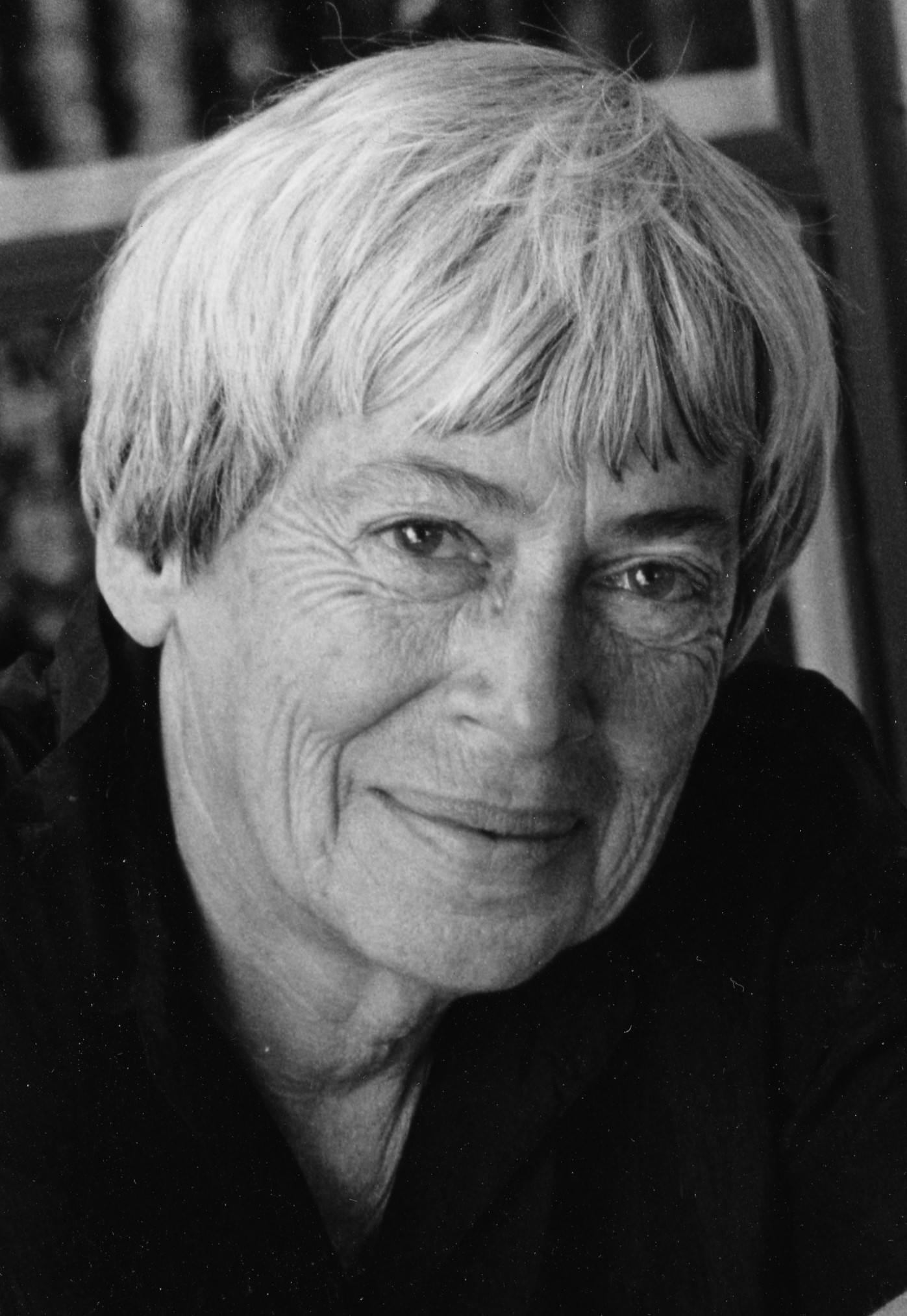
Урсула Ле Гуин

Однажды ночью Ара видит в Подземелье свет и, следуя за ним, обнаруживает, что источник — это посох мужчины. Она закрывает железную дверь, запирая незнакомца в Лабиринте, и через глазок наблюдает, как тот безуспешно пытается открыть дверь с помощью магии, не теряя самообладания. Этот момент автором не объясняется, но, вероятно, Безымянные использовали жрицу, чтобы одержать верх над Гедом. Ара понимает, что это волшебник с Внутренних Островов, который пришёл за сокровищем Эррет-Акбе, и смеётся. Через глазок девушка объясняет ему, как добраться до Расписной Комнаты, что незнакомец и делает; Ара иногда любила приходить в эту комнату и «рассматривать странные рисунки на стенах», изображения людей «с длинными крыльями и огромными глазами, спокойными и мрачными». С самого начала она не ведёт себя как Великая Жрица, в душе радуясь живому человеку в этом месте смерти. Ара обязана дать волшебнику умереть в Лабиринте, но испытывает противоречивые чувства: юная жрица ненавидит «глупца, чужака, осквернителя», воображая, как заставляет его месяцами бродить по Лабиринту; Ара проверяет все возможные смотровые глазки, но нигде не находит волшебника и приходит в ярость. Одновременно мысль о его смерти кажется ей «невыносимой». В разговоре с Коссил девушка настаивает, что он нужен ей живой, в тот момент желая незнакомцу быстрой и лёгкой смерти. Постепенно её мнение меняется, жрица уже не хочет, чтобы волшебник умер — он спасает Ару от «ужасного однообразия». Хотя она ведёт себя с ним агрессивно и насмешливо, её необъяснимым образом притягивает к незнакомцу, она стремится больше узнать о нём.
Вопреки требованиям Коссил и Манана девушка сохраняет Геду жизнь: поит и кормит его, даёт свой плащ в качестве подстилки. Когда девушка просит Геда показать «колдовские трюки», волшебник создаёт иллюзию, превращая чёрное одеяние жрицы в платье «из бирюзового шёлка ясного мягкого оттенка, напоминающего вечернее небо», расшитое «тонкими серебряными нитями, мелким жемчугом и каплями горного хрусталя». Ара безуспешно пытается скрыть свои действия от Коссил, которая ищет повод физически устранить соперницу; жрица Короля-Бога подслушивает их в Расписной комнате через глазок. Пытаясь спасти Геда, Ара вместе с Мананом отводит волшебника в недоступное для Коссил место: центр Лабиринта, Великую Сокровищницу, где находится половинка кольца Эррет-Акбе (вторую половинку Гед принёс с собой). По пути в Сокровищницу Ара ненадолго испытывает ужасное чувство, будто под Лабиринтом есть ещё «пустое пространство, гигантская пещера», «необъятная чёрная пустота». Манан по приказу Ары вырывает могилу и кладет пустой гроб, чтобы обмануть жрицу Короля-Бога.
Используя магию, Гед возвращает Аре её подлинное имя — Тенар, после чего девушка видит во сне свою мать среди других душ, которые выглядят как крылатые существа со стен Расписной Комнаты; мать тихим и нежным голосом произносит её имя. Затем следует кошмар: девушке снится, что её хоронят заживо, но её душа в виде огненной птицы освобождается. Ара замечает, что Коссил, словно «толстая чёрная крыса», роется в пустой могиле, чтобы проверить, убила ли Ара волшебника, и использует фонарь, запрещённый в Подземелье; Безымянные бездействуют, поэтому Ара плачет: «Я не Тенар. Я не Ара. Боги мертвы, мои боги мертвы…» Волшебник возражает, говоря, что Они существуют и что Их сдерживает только его магия; борьба с Безымянными отняла у него все силы, потому что человек в одиночку не может им противостоять; его спасла «сила рук» Тенар, когда жрица принесла ему воды. По словам волшебника, Безымянные — не боги: «Им нечего дать человеку. Они лишены созидательной силы. Они способны лишь разрушать во тьме», это «силы Тьмы, хаоса, безумия». По словам Геда, Безымянные «давно свели с ума твою Коссил», которая, вероятно, «слишком долго бродила по Лабиринту, как теперь бродит по коридорам собственной души, не находя выхода…»; волшебник предостерегает Тенар, что она тоже может сойти с ума, если продолжит служить силам зла. Гед заклинанием соединяет две половинки кольца, которое Тенар надевает на запястье. Кольцо, предназначенное для женщины, является носителем Утраченной Руны, которая «соединяла людей и земли… это была знаменитая Связующая Руна, знак мира»; с её помощью когда-то правили короли Земноморья.
Вернув своё имя, Тенар начинает осознавать пустоту и бессмысленность своей жизни в Гробницах и в конце концов решает пойти с Гедом, а не примириться с Коссил. Им удаётся выбраться из Гробниц, хотя силы тьмы пытаются их задержать; волшебнику приходится убить Манана. Коссил блокирует дверь, служащую выходом из Гробниц, и Гед пробивается через дверь в Красной скале. Гробницы разрушаются из-за землетрясения — «гнева тьмы», — погребая под собой Коссил. Тенар считает себя виновной в гибели пленников и Манана; сначала она предлагает Геду остаться в горах, а затем просит волшебника отвезти её на необитаемый остров. В определённый момент, когда Гед спит, Тенар хочет его убить с помощью маленького жертвенного ножа, но не наносит удар. Гед ободряет её, говоря, что в ней больше нет зла и что она никогда не предназначалась для жестокости и тьмы; волшебник предлагает ей отправиться в Хавнор, что герои и делают. Концовка не является полностью счастливой: Гед обещает отвезти её к Огиону и по возможности навещать её, но не может с ней остаться; Тенар соглашается на предложение. Роман заканчивается описанием того, как Тенар идёт по улицам Хавнора и «крепко держит» Геда за руку — «словно ребёнок, которого ведут домой».

## Анализ

### Жанровые и нарративные особенности
Роман рассматривался как женский роман воспитания, как история женского взросления (в отличие от обретения зрелости мужчиной в «Волшебнике Земноморья»); так роман определяла и сама Ле Гуин. Писательница отмечала:

«Гробницы Атуана», если сказать кратко, посвящены сексуальности. В книге много символики, и большую её часть я, конечно, не анализировала при написании; все символы можно прочитывать как сексуальные. Точнее, речь о женском взрослении. Вот о чём это: рождение, перерождение, разрушение, свобода.
Книга также характеризовалась как «история спасения». По мнению литературоведа Ролина Лассетера, книга сочетает в себе черты волшебной сказки и готического романа — с последним жанром связана тема любви. Высокий социальный статус героини характерен для жанра романса (согласно Нортропу Фраю). В отличие от мужского романа воспитания, где подросток приобретает качества взрослого, отвечая на требования общества, в женской разновидности жанра сталкиваются личность героини-подростка и навязанная обществом идентичность; в «Гробницах» бедственное положение женщины представлено «образами удушья, ловушки и безумия». Бунт против патриархальной империи и побег в другое общество дают Тенар возможность самостоятельно выбрать идентичность и научиться ответственности за свои поступки.

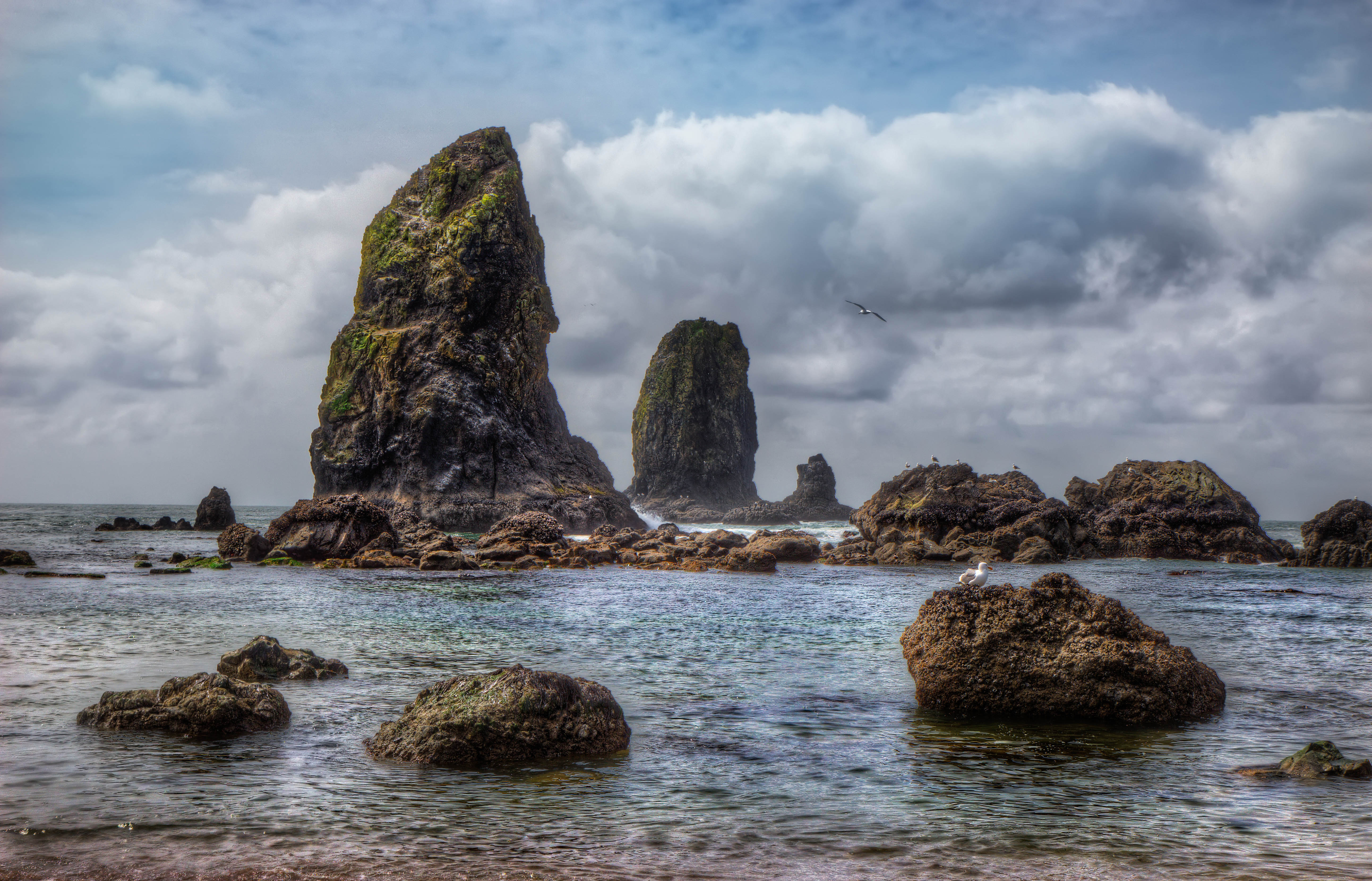
Океанское побережье (Орегон)

Литературоведы Сьюзен Бернардо и Грэм Мёрфи, рассматривая структуру романа, писали, что первая часть посвящена в основном описанию того, как Ара знакомится со своими обязанностями Великой Жрицы. Вторая часть показывает переполох в Гробницах, вызванный появлением и пленением Геда. Последняя часть рассказывает о побеге Геда и Тенар; как отмечают литературоведы, сюжет смещается от изображения «неизменного и замкнутого мира Гробниц… к возможностям перемен», более широкому взгляду на мир. В нарративе опущены события из жизни Ары между 12 и 15 годами, включая достижение ею совершеннолетия в возрасте 14 лет. Литературовед Маргарет Эсмонд отмечала, что чёрно-белые образы в прологе — тёмное небо, тёмные волосы и белое личико Тенар — резко контрастируют, будучи образами жизни и равновесия, с самой церемонией «поглощения»: с неестественностью Тронного Зала, с темнотой и холодом, со жрицами в чёрных одеяниях. Как полагал Брайан Аттебери, на острове Атуан сочетаются незнакомые и знакомые для читателя ландшафты: «позолоченные храмы, древние монолиты, жрицы в чёрных одеяниях» дополняются явными отсылками к родному штату писательницы, Орегону. Так, на востоке — пустынная местность, покрытая травами и кустарником, на западе — жёлто-коричневые горы, хребет, полоса густой растительности, море.
Роль протагониста выполняет Тенар, а не Гед, который появляется только во второй трети книги. По словам Элизабет Камминс, Ле Гуин использует точку зрения всеведущего нарратора. Литературовед Майк Кэдден отметил использование автором в качестве повествовательной стратегии несобственно-прямой речи от лица Тенар, что передаёт её отчаяние и страх заблудиться в Подземелье, вызывая у читателя сопереживание. Рассказчик передаёт точки зрения родителей Тенар, не делая оценок, однако вызывает сочувствие у читателя. Описания и утверждения (первые две главы) делаются от лица внешнего нарратора, который рассказывает историю Безымянных и представляет место действия, но, по-видимому, глазами главной героини. Сведения о том, что жрица посещала Подземелье в своих бесконечных воплощениях, смешивают её убеждения и рассказ нарратора (позднее Тенар меняет точку зрения). Как полагал Кэдден, такой приём помогает в определённый момент считать её переживания обоснованными, а представления — истинными, показать, что они не сводятся к юношеским страхам. В дальнейшем появление в Подземелье Геда производит шокирующий эффект на читателя, который думал, что «любой другой человек, попытавшийся проникнуть туда [в Подземелье], непременно был бы покаран Безымянными».
Отмечалось влияние на книгу Клайва Льюиса (роман «Пока мы лиц не обрели») и Толкина, к которому отсылает кольцо Эррет-Акбе. В отличие от «Властелина колец», где необходимо уничтожить целое кольцо, несущее угрозу, в романе Ле Гуин, напротив, надо отыскать и восстановить сломанное. Литературный критик Ричард Мэттьюз полагал, что Ле Гуин смещает акценты с толкиновской «фэнтези восстановления» в сторону взглядов Уильяма Морриса: целостность восстанавливается на «человеческом, коммунальном, психологическом» уровне, а не космическом. Аттебери считал, что Безымянные — древние силы зла, родственные Камню Терренона из «Волшебника Земноморья» и скрывающиеся под видом богов, — отсылают к Лавкрафту или, возможно, к его главному источнику — Лорду Дансени.

### Мифологические и сказочные сюжеты

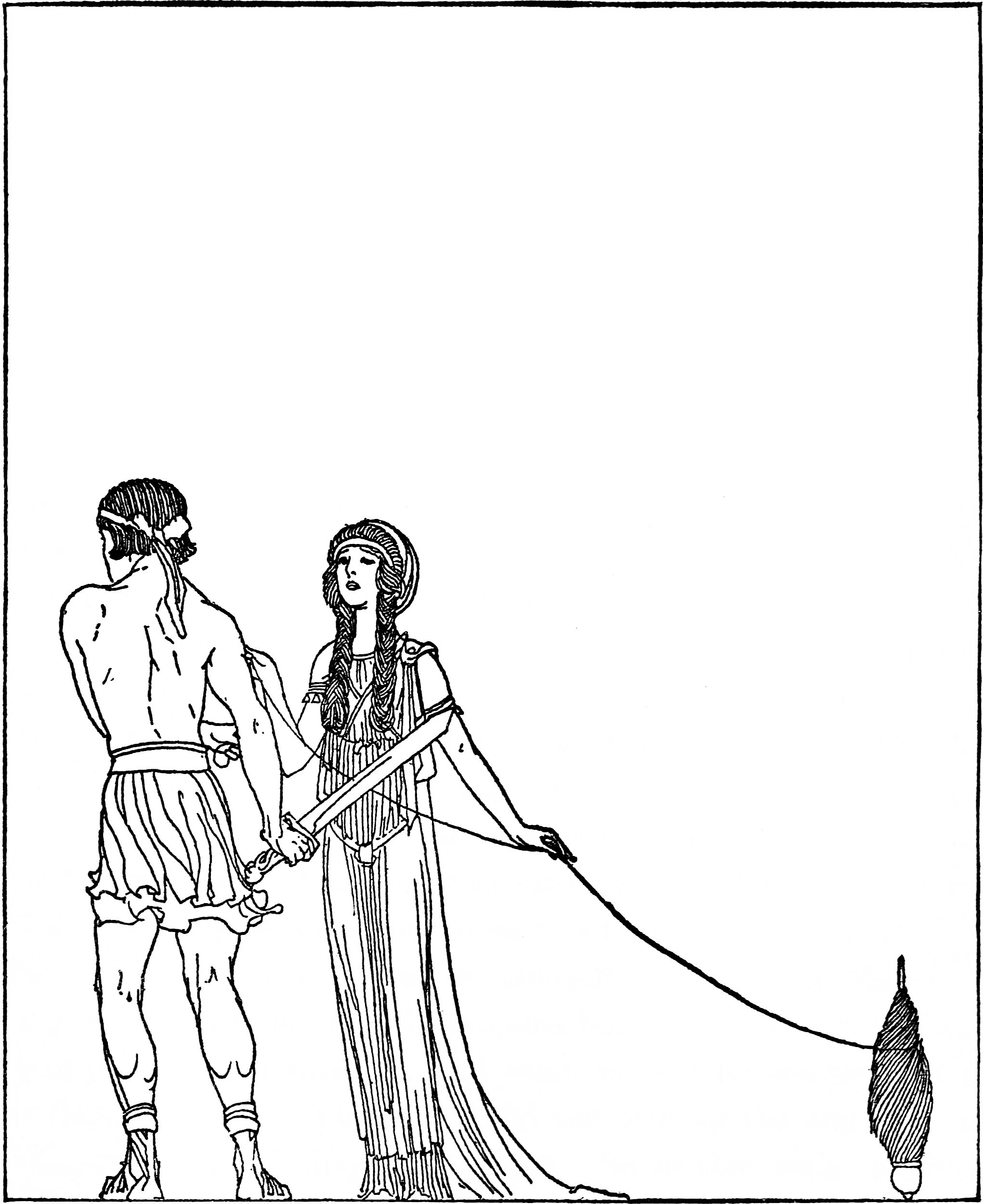
Тесей и Ариадна. Рисунок 1921 года

Роман имеет параллели с классическими западными мифологиями, прежде всего с мифом о Тесее и Ариадне, но с существенными отличиями. По мнению Эсмонд, в основе сюжета — подвиг Тесея, которому помогает Ариадна (Ара), её образ связывается с Афродитой, богиней любви и плодородия. Эсмонд трактовала этот мифологический сюжет в контексте спасения солнечного божества с помощью Афродиты от ритуальной зимней смерти — герои приносят Земноморью плодородие. Подобно богу солнца, Гед освещает своим посохом «безымянную тьму и вечную зиму» Гробниц. Тенар, как и Ариадна (Афродита), «кормит и любит Геда». Бэрроу отметили различие в поведении героев: Тесей — обычный искатель приключений, который оставляет Ариадну и возвращается в Афины, а Гед чувствует ответственность перед Тенар, выполняя роль не только любовника, но и отца; он думает, как помочь ей научиться стать свободной. Аналогично Тенар не является Ариадной, поскольку остаётся с Гедом и отправляется с ним в Хавнор. Литературовед Шарлотта Спивак отмечала, помимо мифа о Тесее и Ариадне, миф о Деметре и Персефоне: Тенар напоминает Деметру, которая связана с Аидом и неурожаем, но в то же время «возвещает о новой весне».
Тенар сравнивали с персонажами волшебных сказок — Спящей красавицей и Белоснежкой, которые, согласно анализу Бруно Беттельгейма, лишены воли и утратили цель в жизни. Эсмонд, ссылаясь на Беттельгейма, писала, что яблоко (история с Пенте, которая дала Аре свежие яблоки) символически указывает на всестороннее познание сексуальности и любви. Символ имеет связь с Афродитой и с классическим сюжетом о женском взрослении — истории юной девственницы Белоснежки. Тенар заставляют служить тёмным богам подобно тому, как Еву насильно принуждали к добру, и изгоняют из Эдема, когда она выбирает познание и сексуальность; и Тенар, и Ева жертвуют «безопасностью, престижем, бессмертием» и привыкают ко «бремени свободы». Внешностью Тенар напоминает Белоснежку, у неё тёмные волосы и белая кожа. Подобно Спящей красавице и Белоснежке, героиня романа спит значительную часть своей жизни; в отличие от сказок, где процесс самопознания остаётся неизвестным, Ле Гуин показывает «фантастический мир подсознания, загробное царство Подземелья и Лабиринта», куда спускается Ара (и откуда она должна сбежать, чтобы обрести собственное «Я»). В контексте сказки о Белоснежке Коссил выполняет роль «злой мачехи», которой бросает вызов героиня, а евнух Манан — роль бесполых гномов, хотя он не может защитить Тенар от Коссил. Отмечалось сходство Тенар с героиней сказки «Рапунцель», которую злая ведьма заперла в башне; Тенар тоже забрали из семьи и изолировали от внешнего мира. Коссил напоминает ведьму из сказки — жрица хочет, чтобы дева находилась в заточении и оставалась беспомощной. Мэттьюз находил параллели с романом Уильяма Морриса «Воды дивных островов» (1897), чью молодую героиню, Зыряночку, похитила в младенчестве колдунья.

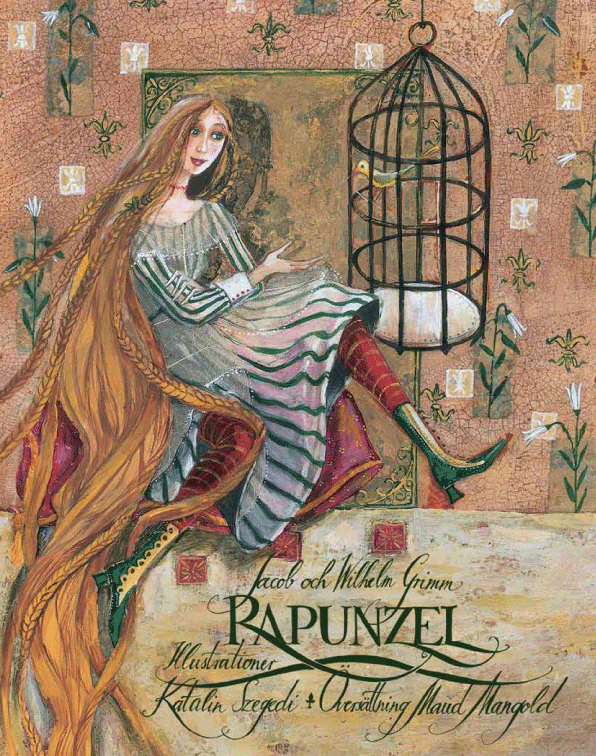
«Рапунцель». Современная иллюстрация

Как отмечала литературовед Барбара Бакнолл, поклонение Безымянным напоминает большинство древних религий Европы и Азии. Тёмная одежда жриц и темнота ритуалов указывают на традиционный для китайской мысли символ Инь, обозначающий тьму и женственность. Как считали Мёрфи и Бернардо, эпизод, когда Ара пытается обмануть Коссил, изобразив смерть Геда, отсылает к распространённому в литературных произведениях и различных культурах сюжете о попытке управлять смертью; например, герои «Одиссеи» и «Энеиды» посещают царство мёртвых и возвращаются, однако подвиги не влияют на их идентичность. Бэрроу отметили близость церемонии смерти и возрождения, когда Тенар символически убивают и хоронят, к ритуалам ряда культур коренных народов Калифорнии (юрок, майду, луисеньо): речь идёт об обрядах женской инициации и об обрядах, связанных со смертью и погребением. Так, в племени майду было принято остричь волосы во время траура по умершим родственникам. В племени луисеньо девочка-подросток, которая должна стать женщиной, проходит через ритуал символического убийства и захоронения. Дэвид Рис видел отсылки к истории и мифологии, полагая, что северо-восток Архипелага неслучайно связывается с нордической суровостью, что выражается в том числе в названиях островов. Рис считал, что процедура избрания Великой Жрицы напоминает выборы Далай-ламы или Панчен-ламы; человеческие жертвоприношения в Лабиринте под Гробницами отсылают к легенде о Минотавре; Гед — это Ясон, а Тенар — это Медея. В имени Тенар критик видел анаграмму итальянского имени Renatа («возрождённая»), а также связь с французским tenir, что указывает на стойкость.
Литературовед Томас Ремингтон рассмотрел значение времен года в контексте соединённых Джеймсом Фрэзером в «Золотой ветви» мифов об умирающем короле, цикле вегетации и бесплодной земле («освобождение вод», по выражению Джесси Уэстон), то есть мифа о победе жизни над смертью; Ле Гуин, по мнению Ремингтона, использует схему «бесплодная земля — Грааль — Король-Рыбак». Хотя мир за пределами Гробниц не показан и в них не меняются времена года (отсутствие изменений указывает на смерть), по косвенным признакам видно, что праздник Солнцеворота (зимнее солнцестояние) попадает на пребывание Геда в Гробницах и что после этого дня тёмные силы отступают, когда ночи становятся короче, а дни удлиняются. Как отмечал Ремингтон, в романе есть указания, что герой попадает в ловушку Гробниц при приближении зимы, которая продолжается во время последующего путешествия Геда и Тенар; когда волшебник показывает девушке красивое платье с помощью магии — это происходит в ночь возвращения Тенар своего имени и за три дня до их побега — он говорит, что видел похожее платье в Хавноре во время празднования Солнцеворота. По мнению Ремингтона, упоминание делает вполне вероятным, что праздник приходится на эту ночь.
Ремингтон отметил мотивы «освобождения вод» и бесплодной земли. Так, Гробницы находятся посреди пустыни, узники умирают от жажды, а Тенар спасает Геда, принося ему воду в сухое и бесплодное место; в описании путешествия героев к западным горам автор подчёркивает «сухой холод» зимней пустыни, которая затем сменяется рощей с поющей птицей, где «под деревьями бежал ручей, узкий, но быстрый, громкоголосый, мускулистый». Во время плавания в Хавнор волшебник делится с Тенар водой и рыбой, что отсылает к образу Короля-Рыбака. Ремингтон увидел сходство между кольцом Эррет-Акбе, значимым символом мира, и Граалем, символом исцеления, который в интерпретации Джесси Уэстон связывался с мифологией бесплодной земли в средневековых романах. Поскольку кольцо, которое носит дева на запястье, должно быть доставлено в Хавнор, где, по рассказу Геда, «на самой высокой башне… укреплен меч великого Эррет-Акбе — острым концом в небо», то Ремингтон соотносил эти символы с Граалем и копьём, которые связаны между собой. По выводу исследователя, соединение кольца и меча Эррет-Акбе в зимнем городе завершает путешествие, в котором «символы жизни торжествуют в мире живых». Эта схема соответствует первому роману: Гед восстанавливает равновесие между жизнью и смертью после вторжения тёмных сил — в данном случае Безымянных — в мир живых.

### Религия
По выражению Шарлотты Спивак, Гробницы и поклонение Безымянным представляют собой «коллективную религиозную тень» в Земноморье. Мёрфи и Бернардо обращали внимание на сквозную мысль о силе убеждений и последствиях веры, которая в романе связана с идентичностью; исследователи отмечали противоречие между «властью веры, силами Безымянных и стремлением человека ставить под сомнение границы», познавать внешний мир, быть открытым новому знанию: Ара не просто должна усомниться в своих представлениях, а обрести цель в жизни, новые идеи вместо утраченной веры. Согласно Тому Шиппи, роман обсуждает природу религии. Как отмечал Шиппи, карги в большей степени похожи на европейцев и американцев, чем обитатели Внутренних Островов: у них белый цвет кожи, их отличает намеренная жестокость, им свойственны иерархия и классовая система, империализм и рабовладение; карги не верят в магию и являются первыми скептиками Земноморья. «Страшная», по оценке Шиппи, религия каргов уничтожает ценности семьи, личные права и собственные имена; вера в богов позволяет избежать страха смерти, попадания в Страну Мёртвых (карги не верят в её существование). Так, Коссил отождествляет обитателей внутренних островов с животными: у них нет бессмертной души, тогда как карги, испытывающие страх перед богами, перерождаются. Ара больше всего боится атеизма, даже в смягчённой версии у волшебников.

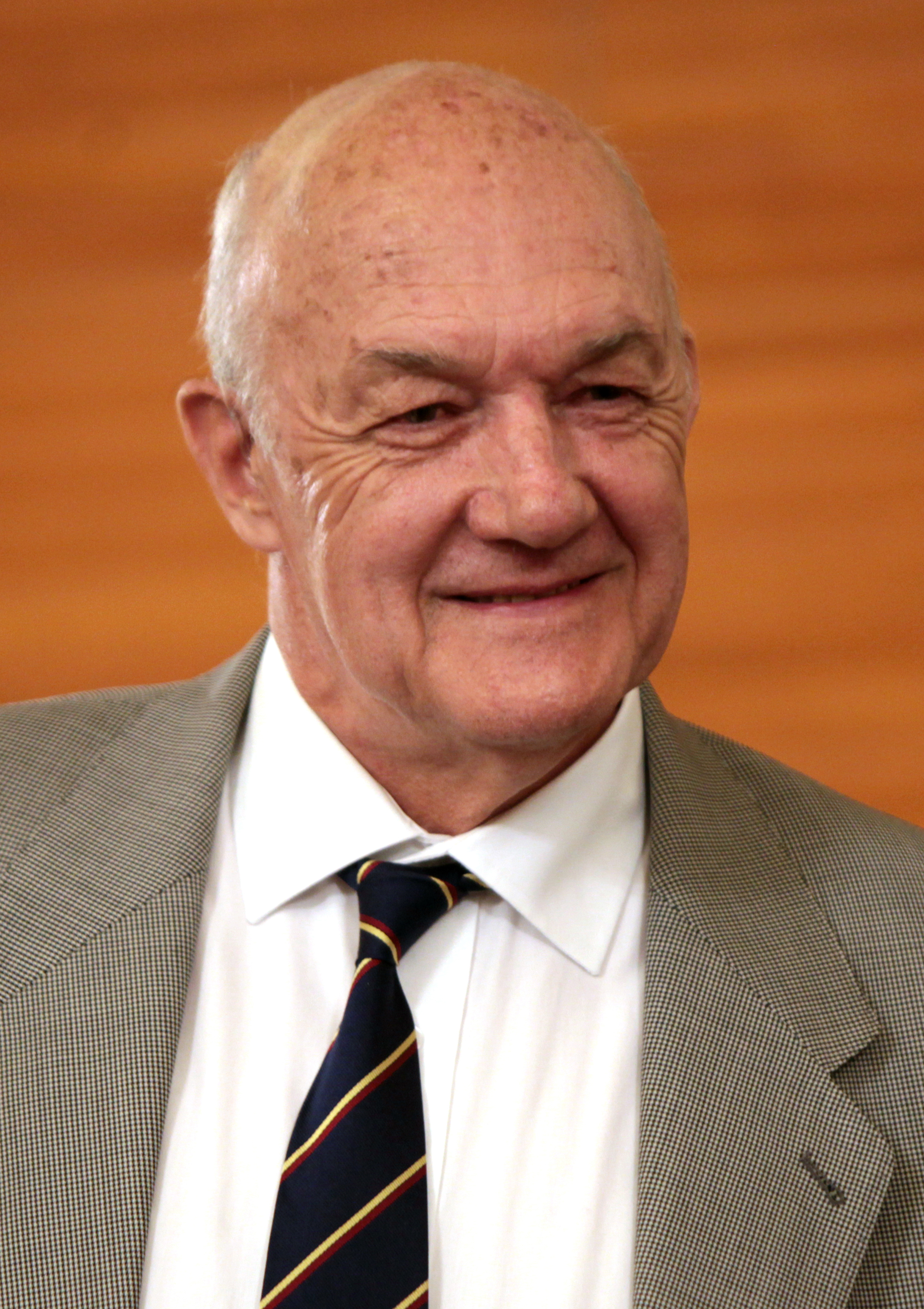
Том Шиппи

Шиппи находил в романе трёх разных скептиков, каждый из которых отчасти прав: подруга главной героини Пенте, учительница и соперница Коссил, освободитель и соблазнитель Гед. Пенте и Коссил не верят в религию; первая точно знает, что Король-Бог — всего лишь человек, и верит вместо этого в магию, хотя боится сил тьмы. Как выясняется по мере развития сюжета, Коссил тоже не особенно верит в Короля-Бога, которому служит, но, как и Пенте, испытывает страх перед тьмой; в отличие от Пенте, жрица скептична по отношению к собственному страху и готова пойти на эксперимент — в этом смысле Шиппи считал поворотным в романе эпизод, когда Коссил приносит запрещённый фонарь в Подземелье. Это событие делает Ару атеисткой. Третий скептик, Гед, твёрдо верит в существование Безымянных, но не как богов, а как сил, чьё могущество основано, во-первых, на «внутренней жестокости вселенной» (как отмечал Шиппи, этот концепт известен со времен Дарвина) и, во-вторых, на поклонении (в качестве ответа на существование в мире страданий) и стремлении приносить жертвы, находить козлов отпущения: по выражению Шиппи, «Безымянные питаются устоявшимися формами жестокости, порождённой страхом». Страдания и жестокость противопоставляются в начале романа, в сцене «поглощения» Тенар. Шиппи так реконструировал тезис Геда и Ле Гуин: поклонения и жестокости, в отличие от страданий и утрат, можно избежать.
Шиппи полагал, что сон Ары про свою мать иронически показывает утрату веры в переселение душ, так как противоречит «интеллектуалистской» теории религии Герберта Спенсера (согласно которой представления о религии и душе возникают вследствие снов об умерших), и указывает на ошибку Коссил; крылатые создания кажутся девушке душами неверующих, не возродившихся, проглоченных Безымянными. По выводу Шиппи, Ле Гуин соглашается с ранними антропологами по вопросу происхождения религии: слова Геда соответствуют тезису Фрэзера о том, что религия представляет собой веру в высшие силы и попытки их умилостивить; если второе сводит религию к обрядам (Коссил), то первое примерно отражает позицию Геда — «теология» без «религии» (в терминологии Фрэзера). По оценке Шиппи, взгляды героя близки к воззрениям агностика Томаса Гексли, который считал, что «прогресс общества зависит не от подражания космическому процессу… а от борьбы с ним». Хотя Гексли представляет более «жёсткий и самоуверенный» подход, чем Гед, их сближает «моралистический гуманизм».
Литературоведы Джон Кроу и Ричард Эрлих отметили движение от трансцендентности к имманентности — эволюцию религиозных верований от безымянных, неоформленных сил, далёких богов, связанных с женским началом, к небесным, мужским и антропоморфным божествам, которые находятся ближе к верующим, к обожествлению короля как бога (клише в истории религии). Неизменность и вневременность, которые составляют жизнь Ары, отрицают такую эволюцию. Кроу и Эрлих отвергли возможность того, что магия заменит религию и станет следующим этапом этого процесса, поскольку подобная эволюция не происходила на Архипелаге. По оценке Кроу и Эрлиха, Гед побеждает Тьму, древние силы религии, и освобождает Каргад от суеверий, что позволяет прекратить вражду между империей и Архипелагом и установить между ними союз; согласно Эрлиху, равновесие восстанавливается через преодоление «застоя, тьмы, „циклического“ перерождения». По оценке Брайана Аттебери, в романе «циклическое время, вечное возвращение мифа» с помощью магии заменяется «линейным, историческим временем». Частью этого процесса является превращение бессмертной жрицы в обычного человека Тенар.

### Природа зла, смерть и свобода
Согласно Аттебери, книга затрагивает вопрос о том, что есть зло: Гед способен отличать свет от тьмы, добро от зла; герой, «принимая мир в его целостности», выбирает «лучшую его часть». Гробницы напоминают царство смерти — эмоции там подавляются, есть только злоба и зависть; это место невежества, «тьмы, изоляции, порочности»; последнее проявляется в атеизме Коссил, загубленных жизнях, кастрации рабов, в том, что религия каргов связана со «страхом и смертью». В Гробницах нарушено равновесие света и тьмы, жизни и смерти, начиная с гротескной церемонии посвящения. «Возрождение» «бессмертной» Великой Жрицы отрицает жизнь, время и изменения, представляет собой вечную смерть («брачный катафалк» Уильяма Блейка). Если Гед в «Волшебнике» сталкивается с фактом собственной смертности, то борьба Тенар, напротив, состоит в избавлении от ложного бессмертия — героиня выбирает эрос (жизнь), а не танатос (смерть). Безымянными движет только ненависть к смертной жизни. Как и другие силы тьмы в трилогии, Безымянные связаны с отрицанием (тень, молчание, небытие) и пустотой и не имеют реального существования. Как полагал Джордж Слассер, хаос и разобщённость в Земноморье не являются следствием христианского грехопадения, которое завершится спасением; речь идёт о бесконечной борьбе созидания и разрушения, в которой человек противостоит силам хаоса.
По мнению Слассера, в романе показано зло на разных уровнях; так, политическая тирания Каргада с претензиями на божественное и жрицы-угнетатели поддерживают силы тьмы, навязывая ложное единство. Тем не менее зло, по мнению Слассера, не может созидать или разрушать, не является абсолютным и возникает тогда, когда люди ему служат. Выйдя из Гробниц, Тенар чувствует потребность снова погрузиться во зло; большее зло представляет моральное разложение Коссил, которая поместила «сосуд зла» в себя и превратила своё сознание в лабиринт. Как полагала литературный критик Делия Шерман, хотя зло связывается с тьмой, Ле Гуин пытается «снять моральное бремя с осязаемой тьмы»: Безымянные рассматриваются как часть Земноморья, подобно тому, как Тень была частью Геда (в первом романе). Безымянные — не большее зло, чем морской прилив, и способствуют злу в той мере, в какой люди придают им силу. Эта двойственность выражается в словах Геда: Безымянные — это Древние Силы Земли, но одновременно и силы тьмы, не являющиеся богами и не заслуживающие поклонения. Символом зла является и Лабиринт с его темнотой, холодом и безжизненностью.
По мнению литературоведа Нормана Толбота, древние силы зла воплощают процессы энтропии, угрожающие равновесию и красоте Земноморья, которые до некоторой степени несёт в себе Гед. Безымянных трудно идентифицировать: древние силы всеобъемлющи, но пассивны, сохраняя остатки былого величия в «тёмных обрядах», которые поддерживаются на протяжении долгого времени и которыми частично пренебрегают. Как полагал Толбот, Ара, пытаясь заполнить свою пустоту, подпитывается этим величием и тем, что она «вспоминает» во время обрядов. Верность Ары в служении Безымянным обеспечивается тем, что в Лабиринте юная жрица чувствует себя до некоторой степени комфортно в одиночестве и независимости. Согласно Толботу, Ара, с одной стороны, хочет познакомиться с Великим Сокровищем, а с другой — откладывает это событие, сохраняя что-то для себя, нечто большее, чем бесконечные извилистые коридоры и пустые пыльные тупики. Наличие тайного места (Великая Сокровищница) временно спасает Ару от «духовной безысходности», но одновременно Лабиринт уничтожит её, поскольку она от него зависит. Кроме того, соблазн вечного перерождения является частью постоянной «отвратительной мотивации» для Ары, как и «наркотик» в виде повторяющихся обрядов.
Шарлотта Спивак отмечала, что Тенар лишена возможности делать личный выбор или действовать свободно. Кроу и Эрлих, рассматривая творчество Ле Гуин в контексте экзистенциализма, полагали, что писательница в целом принимает тезис Сартра об отсутствии Бога и о том, что люди обречены делать выбор: когда Тенар освобождается от власти Безымянных, она плачет, так как свобода причиняет ей боль. Для Ле Гуин выбор имеет приоритет перед поступком — без выбора невозможно свободное действие. По оценке Кроу и Эрлиха, проблема бытия и действия у писательницы представляет собой парадокс: человек существует и должен создать свою сущность и бытие через поступки (хотя наиболее героическим является воздержание от действия), которые связываются с прошлыми поступками; человек свободен только в возможности утратить свободу. Ввиду того, что поступки в мире Земноморья могут иметь двоякие последствия — как создать человека, так и лишить его всего человеческого — у Ары нет имени, личности и подлинного, индивидуального бытия, жрица действует только согласно традиции, создавая публичное, или социальное бытие. До появления Геда она не может выбирать, как поступать, и не может не действовать (по мнению Кроу и Эрлиха, более важное обстоятельство), как в случае с казнью узников. Освобождение Ары состоит в свободе отказаться от действия.

### Юнгианские трактовки

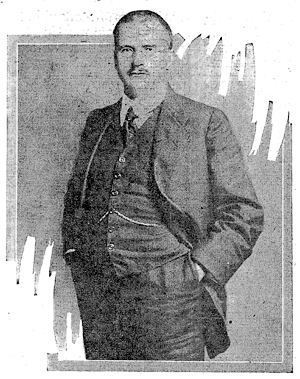
Карл Густав Юнг, 1912

В юнгианских трактовках роман рассматривался как описание процесса женской индивидуации, как «психологическое путешествие» Тенар к взрослению, обретению внутренней цельности «через лабиринт её собственного сознания», от «тьмы и вины» к «свободе и свету». Место внешних подвигов занимает интеграция Эго, которая состоит в возвращении Тенар своего подлинного имени. Процесс индивидуации, с которым связывалось исследование Лабиринта (одного из древнейших символов подсознания), начинается с казни узников и ускоряется общением с Гедом; процесс протекает бессознательно до момента, когда Тенар обретает подлинное имя и идентичность.
По другой версии, речь идёт об индивидуации Геда — поиске Анимы, утраченной женской стороны самости. Согласно трактовке Кроу и Эрлиха, Гед должен спуститься в загробный мир — своё подсознание — и спасти Аниму (Тенар) от Великой Матери (то есть Древних Сил). Герой достигает интеграции с ней («помолвка с Анимой»), когда надевает кольцо на запястье Тенар. Кроу и Эрлих полагали, что рассказ от лица Анимы позволяет автору показать индивидуальность женщины и таким образом избежать частого в мифах и литературе представления о ней как о простом дополнении к мужчине. Литературовед Перри Нодельман в этой связи отмечал недостаточность противоречивой концепции Юнга, который смешивал Аниму (элемент в мужчине) и женскую психологию. Нодельман полагал, что герои Ле Гуин колеблются между психическими сущностями и реальными людьми; Тенар имеет индивидуальный характер, а не просто является элементом психики, «безымянным выражением Анимы». По выводу Нодельмана, юнгианские идеи в версии Ле Гуин не слишком точные и скорее являются поводом к размышлению. В то же время, по его мнению, Безымянных можно трактовать через женские архетипы Юнга — «иррациональные, пассивные, безмолвные» силы связаны с подсознанием, тьмой, лабиринтом и утробой. Анима может рассматриваться как извращённое представление о женственности, которое нужно отбросить и заменить на индивидуальность Тенар.
Гед, по мнению Эсмонд, представляет архетип мудрого старика, который (как и Огион в «Волшебнике Земноморья») ободряет Тенар, давая ей возможность выбрать, то есть принять свою Тень, как это когда-то сделал он сам. Тенар, делая выбор в пользу жизни, начинает осознавать вину и страх как часть себя, как свою тень, полностью принимая себя. Спивак противопоставляла обучение Геда и Тенар в двух книгах: Гед обретает знание о природе мира, а Тенар узнаёт только о ритуалах и неисследованном мире тьмы; проблема Геда в том, что у него «слишком много сознания», в то время как жизнь Тенар сводится к подсознанию, а отношений с людьми практически нет из-за матриархального сообщества. Спивак сравнивала «солнечного Ястреба», которым движет честолюбие и гордыня, с «лунной жрицей», порабощённой бесконечными ритуалами. Спивак, рассматривая казнь трёх пленников, отмечала, что любое проникновение мужчины в тайное подземелье матриархального культа символически обозначает изнасилование, из чего следует практика принесения мужчин в жертву. Как полагала Спивак, вещий сон после этого события — первого осознанного действия юной жрицы — явно указывает на женский архетип, на «противоречие в Аре между положительными и отрицательными проявлениями образа матери», поскольку «кормление является главной функцией архетипа Великой Матери»; впоследствии сон реализуется: Ара оказывается перед выбором, накормить и напоить Геда или обречь его на смерть. Как писала Спивак, первоначально в подсознании героини преобладает разрушительный, негативный элемент Великой Матери (Ара хочет смерти волшебника), но это чувство сменяется любопытством. Появление Геда принуждает девушку к действию, инициирует её трансформацию, выход из Гробниц — «нерасчленённого подсознания, глубокого, требовательного и безмолвного».

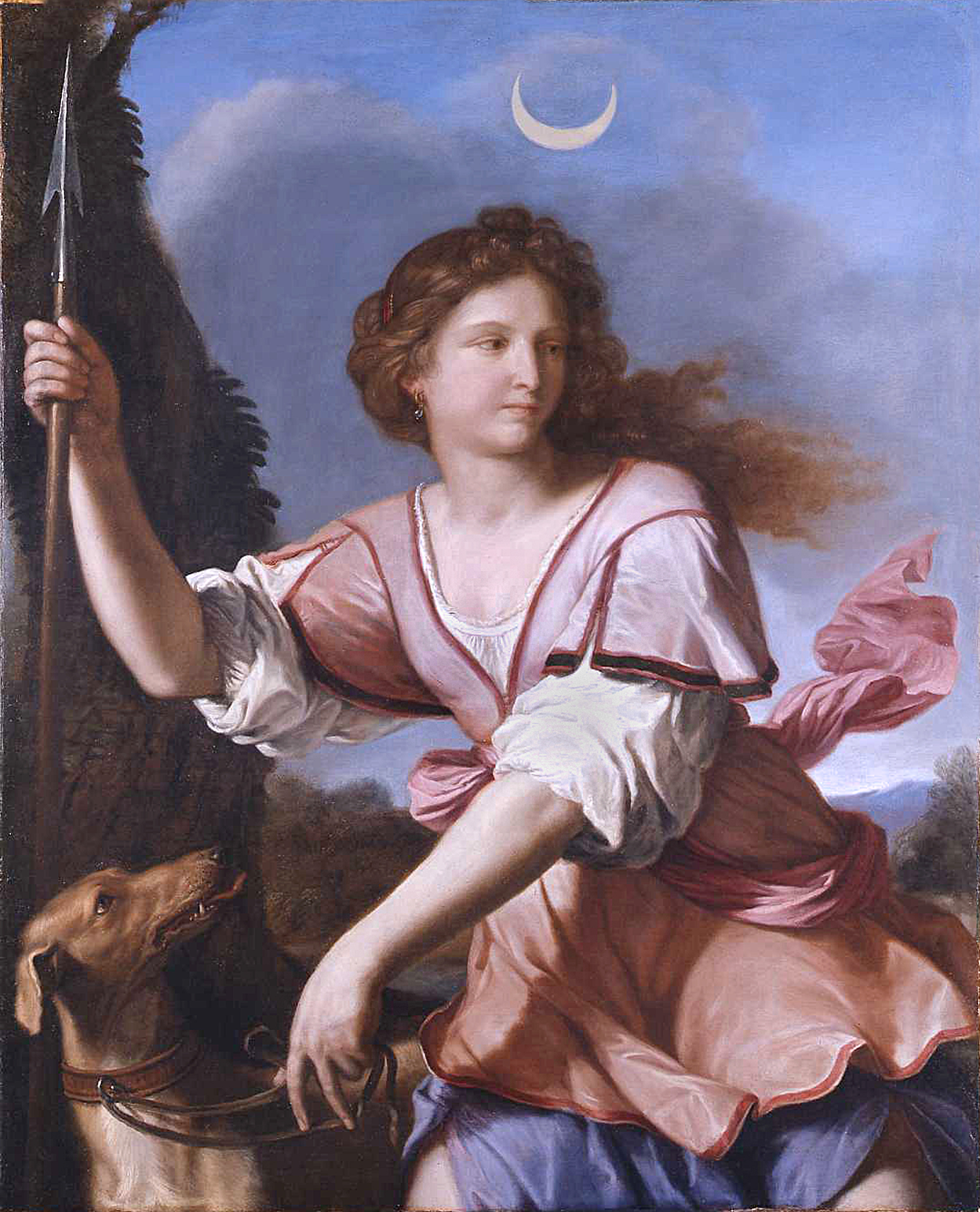
Диана. Гверчино, 1658

С точки зрения юнгианского анализа, религия Каргада и магия Внутренних островов должны дополнить друг друга, когда Гед и Тенар соединяют две половинки кольца, создавая мандалу «цельности». Это действие символически указывает на помолвку, соединение мужского и женского, на восстановление целостности Тенар и мира Земноморья. Гед реализует свою Аниму, практикуя «заботу и ответственность любви», будучи одновременно пленником и учителем. Как отмечали Бэрроу, героиня познаёт «признание и ответственность» через свой Анимус. По мнению Бэрроу, подход Ле Гуин корректирует отсутствие (согласно Мирча Элиаде) «духовного откровения» в женских обрядах перехода — традиционное развитие женского характера в литературе обычно заканчивается смертью или свадьбой. По словам Бэрроу, Тхар обеспечивает «сверхъестественную помощь» (в терминах Кэтрин Юм и Джозефа Кэмпбелла), необходимую для начала «путешествия» героини, а Коссил (в терминах Юнга) воплощает негативную версию Великой Матери. Манан (его имя, возможно, отсылает к французскому maman), выполняющий роль «ласковой няни» для Тенар, и Пенте — добродушная и жизнерадостная девочка, которая не хочет становиться жрицей, — являются, соответственно, «„теневым“ защитником» и «верным товарищем» (в терминах Н. Фрая).

### Женская эмансипация и моральные вопросы
Литературовед Ролин Лассетер, отмечая противоречивость темы «женского» и «мужского», писал, что роман затрагивает новую для Ле Гуин тему — женское сознание; это история женщины и её освобождения от тени, подобно тому, как в первой книге рассказывалось об освобождении мужчины. Две истории дополняют друг друга: Тенар не может вернуть своё имя без помощи Геда, и без неё его жизнь не является полноценной. История Ары-Тенар символически отражает проблемы женщин в современном мире: как освободиться от груза прошлого, от «требований и ожиданий матерей, бабушек и прабабушек», от вины и безопасности, когда женские чувства подавляются «тьмой… страхом и сомнением». Тенар заперта в женском мире, где есть только бессмысленные обязанности и обряды; её женские инстинкты извращены. Как писали Бернардо и Мёрфи, обучение Ары, в особенности знание о Безымянных, которым, как и своей властью, она не может ни с кем делиться, ещё больше изолирует юную жрицу. У неё нет друзей, есть только связь с могущественными и бесплотными Безымянными. Как писала Камминс, героиня оказалась в ловушке: психологически её развитие остановилось между ребёнком и женщиной, политически Тенар, формально носитель высшей власти, «зажата» между Королём-Богом и его религиозным представителем на Атуане, а в социальном измерении девушка находится в плену у идентичности Великой Жрицы. Воплощением узника и тюремщика является Коссил, «жестокая, полная ненависти», «обуреваемая жаждой власти». Аре внушают ненависть к волшебникам с Внутренних островов; для Коссил действие на основе знания выглядит как трюки и обман, в отличие от «более глубокой духовной силы Безымянных». Спивак связывала ненависть Коссил к «рациональным силам волшебников» в том числе с её «отказом от мужского мира». По оценке Камминс, подземный Лабиринт, не имеющий начала, центра и конца, «неизменный и тёмный… замкнутый круг», символизирует как заточение женщины, так и тёмную сторону Ары, которой он представляется «безопасным» местом.
По оценке Камминс, треть романа посвящена классической дилемме между социальной персоной и подлинной самостью. Героиня стоит перед выбором: принести Геда в жертву и остаться Арой или «открыть дверь и стать Тенар в большом мире Земноморья». Сохранив волшебнику жизнь, Тенар идёт против своей религии и сил зла, которым служит. Как отмечал Лассетер, родители дарили Тенар любовь, которую та сохранила в себе, как и преданность (хотя и в отношении сил тьмы). Тенар остаётся личностью: в ней «слишком много от самой себя, естественных и спонтанных чувств». Слассер характеризовал Тенар как стойкую и творческую по натуре; жрица — «бесстрашная исследовательница» Лабиринта и именно благодаря своему интеллекту способна измениться, когда вдруг понимает, что Гед зашёл дальше неё во владения тьмы. На решающий выбор в пользу жизни и идентичности указывает соединение двух половинок кольца. По словам Слассера, подлинное перерождение Тенар происходит с возвращением имени — принятием дара «плода с древа познания», открытия смертности как «тяжёлого… бремени жизни». Как отмечала Камминс, роман заканчивается, когда Тенар начинает путешествие во внешний мир, о котором мало что знает. У Тенар навсегда останутся психологические раны, вызванные «верой в силы разрушения». Это состояние приводит к мыслям об убийстве Геда, когда Тенар винит его в своих страданиях (в том числе в утрате своей защищённости), и желанию стать мученицей. По мнению Эсмонд, Тенар остаётся робкой и стеснительной, с трудом отказываясь от знакомой ей безопасности; её терзает вина за предательство жречества, она ещё не готова к ответственности. После попытки убийства Геда девушка окончательно выбирает «неопределённость и боль» жизни. Тенар, по оценке Камминс, должна принять свою вину за сотворённое её зло — убийство узников; девушка не выбирала служение злу, но может сделать выбор больше ему не служить. В конечном счёте Тенар выбирает независимость и свободу, узнавая, что в мире есть силы света, а не только силы тьмы, что власть не сводится к «силе, господству, авторитету или рабству», а взросление подразумевает обретение связей с человеческим сообществом через «любовь и боль, приобретение и утрату».

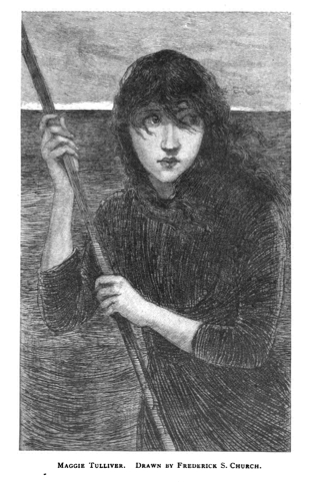
Мэгги Талливер в изображении Фредерика Чёрча. 1889

Критики отметили мрачный и неоднозначный финал, хотя, по оценке Эсмонд, в «медовом месяце» — плавании на запад — преобладают «образы света и радости», а последняя фраза романа о возвращении домой, по оценке Бернардо и Мёрфи, успокаивает читателя. Несмотря на возвращение имени и победу над злом, Тенар чувствует «боль и грусть» — девушка потеряла годы и потому начинает жизнь заново, как ребёнок; по мнению Камминс, образ «возвращения домой» проблематичен. По словам Шиппи, явно выраженный в романе мотив освобождения не отменяет мрачную концовку: сон Ары о матери разрушает надежду на перерождение, а убийство Манана — единственного человека, который любил Ару-жрицу и которого та в ответ постоянно мучила, — является «финальной трагедией». Мёрфи и Бернардо отметили дилемму, связанную с личной преданностью: чувство вины Ары за смерть верного и доброго Манана указывает на личностное развитие, на возникающее чувство ответственности за свои поступки и их последствия, но в то же время говорит об эмоциональной цене, которую приходится платить. Литературовед Миллисент Ленц отмечала, что образ Манана с самого начала является противоречивым: он и «защитник» Тенар, и её тюремщик. По мнению Ленц, «ужасный конец» Манана уравновешивается его виной, поскольку евнух хотел убить Геда.
По некоторым оценкам, Ле Гуин, писавшая во время феминистской революции, сумела создать образ сильной женщины, идущий вразрез с общепринятыми в жанре «женскими ролевыми моделями», однако не смогла найти для неё место в созданном «иерархическом, мужском мире». Тенар отсутствует в третьем романе; в мире Земноморья, по выражению Камминс, нет места «для самоопределения женщины». Камминс сравнивала авторскую дилемму с аналогичными дилеммами некоторых женщин-романисток XIX века: Джейн Эйр у Шарлотты Бронте или Мэгги Талливер у Джордж Элиот. Согласно Камминс, Тенар не может стать волшебником или королём, но более революционна, чем Гед или Аррен (герой третьего романа), восставая против общества, которое её воспитало. По оценке критика Холли Литтлфилд, за свой бунт и обретение свободы Тенар платит намного большую цену, чем другие персонажи книг о Земноморье — в отличие от Аррена и Геда, у неё нет будущего, что неосознанно чувствует и она сама, желая поселиться на необитаемом острове. Лесть Геда на неё не действует, поскольку Тенар не привыкла быть товаром в обмен на «одежду, красоту и мужское восхищение»; волшебник, понимая это, предлагает ей отправиться на остров Гонт к Огиону. По мнению Литтлфилд, автор метафорически убивает Тенар, оставляя её в одиночестве и изоляции на Гонте, за пределами «жизни и деятельности в Земноморье».

### Любовь и сексуальность
Слассер считал в широком смысле темой романа любовь. Как отмечал Лассетер, для освобождения необходимы эрос, любовь к мужчине, отказ от тьмы. Женщина обретает чувство любви и глубины вещей, осознаёт силы сильнее, чем «Я»; освобождение подразумевает сохранение и бережное отношение к собственной идентичности, по выражению Лассетера, «внутреннюю радость». Бакнолл отмечала важность любви со стороны Геда, что напоминает девушке о любви её матери (с чем связан сон после возвращения имени), хотя роман и не завершается свадьбой. Как писала Эсмонд, Гед пробуждает в Тенар сексуальность, он воплощает мужское начало, его светящийся посох — фаллический символ. По выражению Бэрроу, между героями происходит «взаимообмен света и тьмы, мужского и женского, любви и власти»; хотя Гед — пленник Ары, девушка тоже находится в плену у волшебника, который действует на неё, как Отелло на Дездемону; чувства героини выдаёт её голос, когда она утверждает, что не верит рассказам Геда. Землетрясение, которое разрушает Гробницы, указывает на символическую консумацию брака и рождение сексуальности. Критик Гейл Сидони Собат противопоставляла мир матриархата, находящийся наверху, подземному миру — лабиринту собственного «Я» Тенар, внутреннему «святому месту», которое служит для героини источником сил воображения и магии (обе силы традиционно женские); в этом мире девушка находит собственную сексуальность. Как отмечала Собат, к концу романа Гробницы усилиями Тенар превращаются в утробу, а освободительное путешествие разрушает «чары нарциссизма».
Некоторые критики отмечали, что речь не о любви — в книге нет описаний или намёков на физические отношения. С этой точки зрения, Тенар не «влюбляется» в Геда, а утверждение Ле Гуин о сексуальности как теме романа можно рассматривать в контексте того, что исцеление и взросление Тенар зависит от доверия к Геду, её позитивного и тёплого отношения. Как полагала Мишель Ландсберг, Гед, несмотря на все свои качества, предлагает Тенар «дружбу, а не любовь в сексуальном смысле» . Хотя Тенар испытывает романтическое влечение к спасителю, девушка практически не выражает своих чувств. Толбот отмечал сложность сексуальных вопросов в романе, полемизируя с тезисом Слассера о любви, и сопоставил связь Геда и Тенар с отношениями Порфиро и Маделены — героями поэмы Джона Китса «Канун святой Агнессы». По мнению Толбота, со стороны Геда любви нет — ни в иллюзии с платьем, ни в словах волшебника, что Тенар спасла его, ни в соединении рук, когда Гед восстанавливает кольцо. Последний ритуал напоминает сексуальный союз, но им не является — Гед ведёт себя как мудрый наставник, а не как муж или возлюбленный, и обращается с девушкой нежно, скорее как Манан. В концовке, когда Тенар пытается заколоть Геда, показаны свойственные ему «холодная красота и доверие», а не любовь — его «лицо спокойное, но глаза… полны боли».

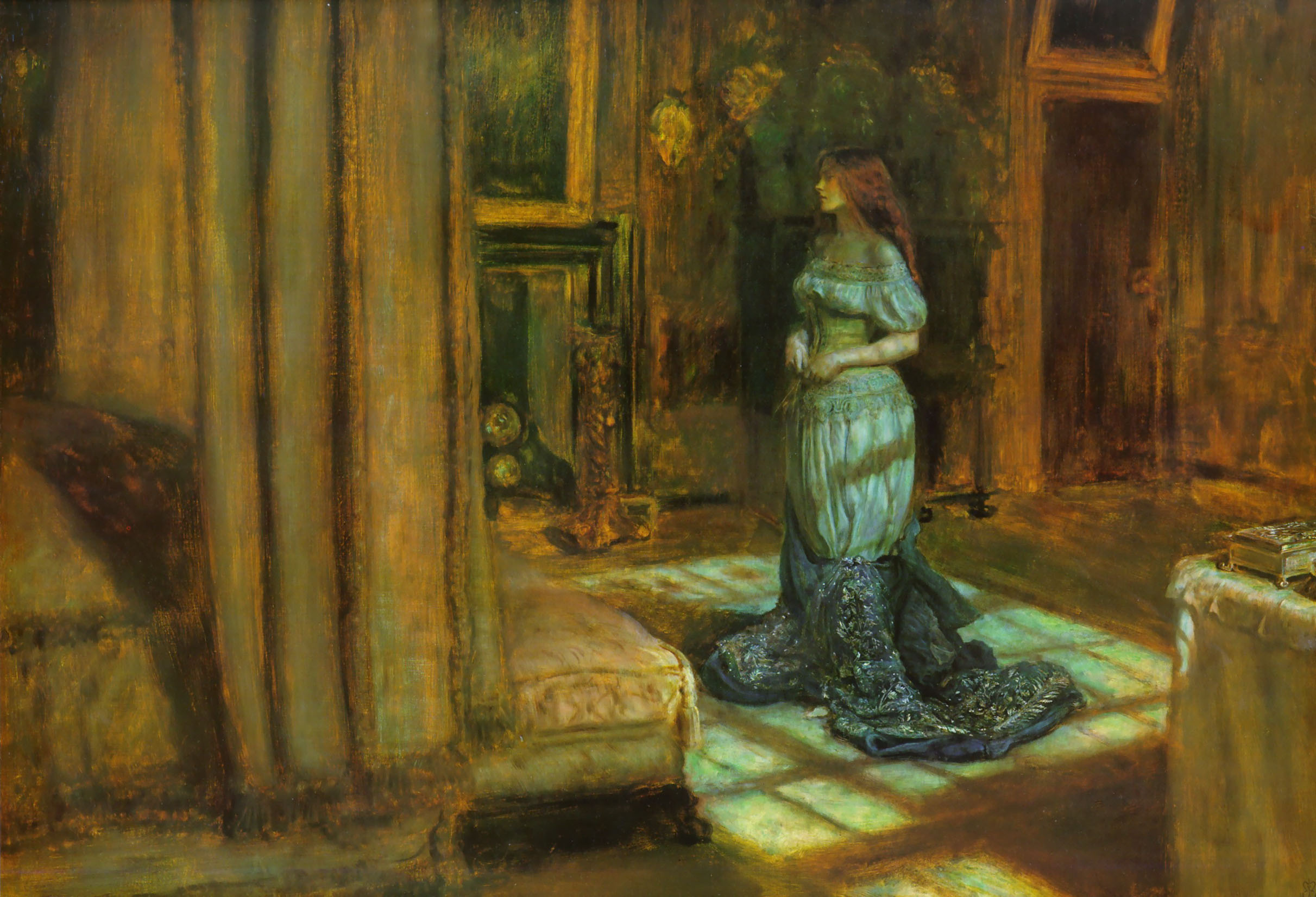
Канун дня св. Агнессы. Джон Эверет Милле, 1863

Как отмечал Толбот, Ара сначала испытывает противоречивые чувства: ненависть и угрозы в отношении незнакомца сочетаются с неистовым желанием сохранить ему жизнь, а её негодование вызвано в первую очередь тем, что он мужчина, первый в её жизни. Ара, подобно спящей Маделене, воображает, как беспомощный Гед (как Порфиро у постели Маделены) бродит по Лабиринту, но не может его найти. Согласно Толботу, шёлковое платье приводит девушку в восторг и влияет на её представление о себе; Ара не хочет отпускать его из своего тайного места (Сокровищницы). Сумбурность чувств героини выражается в сне о матери и в кошмаре: первый сон «пробуждает потребность в перерождении и освобождении», второй связан с сексуальностью в сочетании с любовью к себе. Когда герои ищут выход из Гробниц, Тенар испытывает воодушевление, как и Маделена, и тоже отстраняется от «духа места»; к Порфиро отсылают улыбка и радость Геда после восстановления кольца. Как отмечал Толбот, в воображении девушки Гед не смог бы сбежать от тёмных сил без отношений с ней: Тенар спасается от идентичности Ары только потому, что считает кольцо подарком возлюбленного. По оценке Толбота, после побега Тенар понимает, что Гед таковым не станет и что он оставит её. Девушка чувствует, подобно Маделене, что он её использовал, и пытается убить волшебника, а затем вспоминает о своей вине за гибель узников и Манана. Во время плавания Тенар плачет, в ней нет никакой радости.
По выводу Толбота, волшебник выполняет роль психопомпа, который освобождает Тенар от Ары и помогает ей стать взрослой — благодаря Геду девушка обретает любовь ещё до побега из Гробниц; Гед направляет чувства Тенар, не вдаваясь в объяснения, и в то же время не отвечает взаимностью, отказываясь её использовать. В своей миссии волшебник рискует жизнью, искренне пытаясь войти в положение жрицы и исцелить её боль; с точки зрения освобождения от власти Безымянных, Тенар обретает утешение. В этом аспекте, по мнению Толбота, Гед заслуживает успеха, однако он не может заменить утраченное и стать возлюбленным Тенар. Гед — «идеальный наставник, равнодушный к любви шаман».

### Полемика об антифеминизме
Трилогия критиковалась за недостаточный феминизм. По оценке Шерман, роман содержит скрытый посыл: женщины без мужчин подвержены извращению и утрачивают цель, в то время как мужчины без женщин сохраняют продуктивность и силу. Такой подход связывался с изображением двух сообществ, мужского и женского: в отличие от порочного сообщества жриц, мужчины на острове Рок способны к созиданию и сотрудничеству. Некоторые критики негативно оценивали то, что Гед выступает спасителем Тенар от её судьбы; «молчаливая пассивность» героини резко контрастирует с традиционной героической деятельностью протагониста-мужчины.
Луис Р. Казнец полагала, что книга не оправдывает ожиданий, поскольку далека от феминизма: в романе не используются возможности сюжета, чтобы создать «новую» роль для молодой женщины, а показано «подавление женского культа». Книга деградирует в обычную «историю спасения» девушки, оказавшейся в беде. По мнению Казнец, антифеминизм романа выражается в спасении Тенар из пещеры-матки, из женского плена, вместо традиционной башни-фаллоса и тюремщиков-мужчин. В романе опасность исходит от всех представителей женского сообщества, за исключением евнухов, что не ощущается в полностью мужской Школе Волшебников. Как отмечала Казнец, Гед, вместо того, чтобы уничтожить мужской культ (соперник женского культа), помогает Тенар разрушить свой культ, убеждая её в том, что силы земли являются злом. Нодельман считал, что роман выглядит как мужская версия истории о женщине, если принимать во внимание неявные установки о гендере (исследованные феминистской критикой); Тенар обретает цельность, отвергая женственность, как она традиционно понимается. Литературовед считал, что в романе искажённо представлена распространённая модель: героиня бежит в отдалённое от цивилизации место; одиночество девушки часто нарушается вторжением мужчины, который насилует её и возвращает в мир угнетения. По словам Нодельмана, Ара сбегает в пещеру-тюрьму, но затем отказывается от женского одиночества, от свободы; место насильника занимает спаситель, благодаря которому героиня осознаёт свою индивидуальность и возвращается в мир мужского господства. По мнению Нодельмана, даже если считать общество Земноморья эгалитарным и видеть в Безымянных вселенское зло, а не «отвергнутую женственность», невозможно игнорировать тезисы Шерман и Казнец. В романе неоднократно говорится об опасностях одиночества и разобщения, но Тенар после спасения из тёмной пещеры ощущает себя в изоляции, испытывает страх перед «тьмой моря».
Нодельман отметил ряд отличий истории Тенар от взросления Геда в первой книге. Так, Тенар «поглощается» внешней тьмой против её воли, тогда как Гед активно «приглашает» тьму в себя; Тенар находится в пещере, в то время как Гед путешествует; если девушку спасает Гед, то в первом романе герой спасает себя сам. Социальная роль Тенар подменяет её самость и отделяет от остальных, а Гед в своей деятельности самореализуется, соперничая с другими. Тенар, встретив Геда, отвергает свой женский пол и принимает истину Геда, тогда как волшебник отвергает женщин, когда сталкивается с ними. И Тенар, и Гед оцениваются окружающими, но эти оценки всегда дают мужчины. Как отмечал Нодельман, освобождение Тенар отделяет её от тьмы и лишает власти — жрица становится обычным человеком, а Гед, напротив, должен «поглотить» внутреннюю тьму и стать цельным, чтобы освободиться и получить право на власть; обоим героям необходима победа над тьмой, но если Тенар побеждает то, что даёт ей силу (которая оказывается иллюзорной), то Гед берёт верх над тем, что его ослабляет. По оценке Нодельмана, на протяжении всего романа заметны «традиционные связи между женственностью и восприимчивостью, молчанием, тьмой, прикосновением, эмоциями», с одной стороны, и «маскулинностью и авторитетом, речью, светом, взглядом, разумом», с другой.
Согласно Нодельману, сексуально нагруженным является описание входа волшебника в Подземелье; сила Тенар связывается с тёмной пещерой-маткой, а могущество Геда заключено в фаллическом посохе, источающем свет; в то же время его нож бесполезен, когда волшебник находится в плену. Гед становится главным мужчиной в жизни Тенар вместо Манана, называя её так же, как и евнух — «малышкой». Как отмечал Нодельман, волшебник считает оскоплённого Манана «слугой Тьмы», из чего следует, что зло для Тенар состоит в «отказе от мужской силы», а её спасение отождествляется с «пробуждением гетеросексуального желания». Вместе с тем, по мнению Нодельмана, несмотря на сексуальные аспекты, связь героев чисто символическая и представляет собой «асексуальную интеграцию идеи мужского и идеи женского», герои — и реальные люди, и воплощения идей. Нодельман отметил, что, поскольку речь обычно связывается с мужским господством, Гед приносит в мир Тенар слова, свет и силу имён, над которыми он имеет власть как мужчина (Тенар, будучи женщиной, не может призвать кролика). Напротив, женский мир Атуана — это место тьмы и молчания, где чтение рассматривается как «одно из запретных искусств», а узникам отрезают языки. Тенар лишена имени и является пустым означающим, пока волшебник не произносит её имя. Согласно Нодельману, мужской взгляд Геда определяет то, что есть, чтобы дать имя, тогда как Тенар двигается в лабиринте на ощупь и не смотрит на сокровища, сдерживая себя; сначала она боится его взгляда, приказывая волшебнику не смотреть на неё. В дальнейшем Тенар уступает соблазну, когда Гед показывает девушке её саму в красивом платье, то есть делает её привлекательной для мужского взгляда. По выводу Нодельмана, спасение Тенар происходит тогда, когда она принимает и произносит своё имя — истину Геда, мужское представление о ней (навязанное ей), его ценности. По словам критика, Тенар признаёт «его слова вместо её молчания, его свет вместо её тьмы… Взгляд побеждает прикосновение, свет — тьму, именование — безымянное, мужчина — женщину».

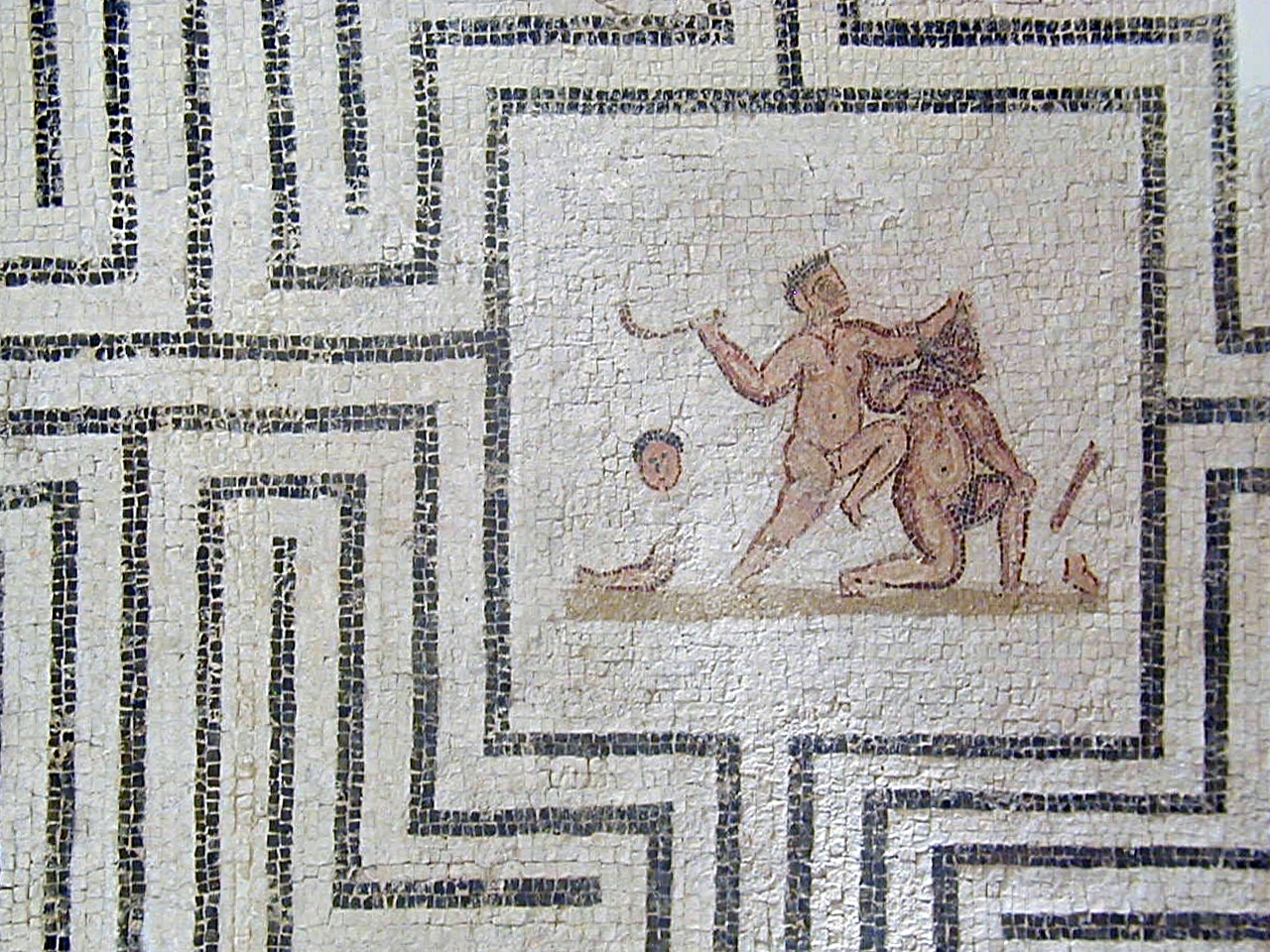
Тесей убивает Минотавра в центре лабиринта, мозаика

Литературоведы Лаура Комолетти и Майкл Драут не соглашались с тезисом Казнец о «подавлении» женского культа: хотя в реальности «духи Земли» часто женские, Безымянные не имеют гендера и являются подлинным злом — эти «тёмные и порочные» силы жаждут смерти невинных. Исследователи отметили, что сообщество жриц далеко от феминизма и «основано на иерархии, физическом, частью сексуализированном наказании и господстве». Утверждалось, что Ле Гуин явно критикует патриархальный мир, в котором живёт Тенар: внешне женщины-жрицы занимают высокое положение и обладают авторитетом в качестве религиозных лидеров под защитой стен, охраны и евнухов, имея некоторую власть друг над другом. Но в реальности они находятся в заточении и изоляции по воле мужчин (Короля-Бога), вероятно, испытывающих страх перед женским началом, и контролируются ими. Жрицы не имеют власти за пределами нескольких храмов, а их жизнь безрадостная, трудная и однообразная. По выражению Камминс, жрицы — это «функционеры, которые усвоили мужские стандарты и реализуют их».
Холли Литтлфилд считала упрощением трактовку событий романа как того, что Гед спасает Тенар: волшебник побуждает девушку к побегу, но его действия не являются единственной причиной. Как полагала Литтлфилд, в Подземелье Тенар имеет над Гедом власть, а не он над ней. Возможно, девушка даже сильнее Геда или равна ему по силам: ей «удаётся перехитрить, заманить в ловушку и контролировать самого могущественного волшебника» Земноморья, из чего следует, что речь не о «жеманной беспомощной женщине». Критик считала, что Безымянных сдерживает не только магия Геда, но и присутствие Тенар, которая готова рискнуть собственной жизнью, оставляя Гробницы; большую часть успеха Гед приписывает ей. Шерман отмечала активные действия и необычайное мужество Тенар в борьбе с Безымянными и восстановлении кольца — девушка развивается во многом самостоятельно, а не просто ждёт спасения от Геда.

### Антропология: обмен и дар. Язык и культурные различия
По оценке Слассера, для Ле Гуин подлинная гармония связана со свободным даром. Критик Уильям Сениор, исследуя идею обмена в книгах о Земноморье, полагал, что у Ле Гуин социологическая теория «обмена» выступает в качестве структурного принципа художественных текстов. Основным видом обмена в Земноморье является дар, который имеет значение в первом романе, однако в «Гробницах» «парадигма обмена и реципрокности перевёрнута с самого начала»: «жестокий выхолощенный мир» основан на отнятии — детей, жизней, света; в нём обеспечивается покорность, стираются и уничтожаются эмоции, идентичность, имена («поглощение» Ары). По выражению Сениора, «Безымянные… ничего не дают взамен своих бесконечных требований» и явно противопоставляются «жизнеутверждающим силам дарения».
Сениор проанализировал акты обмена между героями. Так, обретение героиней индивидуальности начинается с обмена половинками кольца; возвращение посоха Геду связывает Тенар с Огионом из «Волшебника». Как полагал исследователь, в романе Гед выполняет роль дарителя, а не одариваемого (как в первой книге), и дары скорее духовные, чем материальные (как в «Волшебнике»), хотя среди них есть несколько вполне осязаемых. Его первый дар — взамен полученного от жрицы плаща — состоит в магической иллюзии, красивом платье, которое показывает красоту девушки. Другие дары Геда — её подлинное имя и, в знак доверия, — собственное имя волшебника, а также вторая половинка кольца, которое позволяет победить Безымянных. Кольцо завершает круговой обмен дарами, начатый в предыдущем романе. Камминс отмечала, что обмен дарами в Сокровищнице между Гедом и Тенар выражает межличностные узы, без которых невозможно существование человеческого сообщества и которые включают «заботу, доверие, сотрудничество, уважение друг к другу». Путешествие из Гробниц сопровождается дальнейшим обменом: после того, как героям дают поесть и переночевать в горной деревушке, Гед излечивает коз хозяйки, говоря Тенар, что «гостеприимство… доброе отношение к чужому человеку — тоже великое дело». Тенар, освободившись от сил тьмы, получает от Геда то, что она когда-то утратила: дом и безопасность (у Огиона); наконец, повзрослевшая Тенар способна на «великий дар» Хавнору. Сениор рассмотрел эпизод, когда Гед вызывает кролика, показывая Тенар власть имён, и называет свою способность «даром»; волшебник настаивает, что не воспользуется доверием кролика, чтобы его съесть. Как отмечал Сениор, в этой «назидательной притче обязательство соответствует способностям», что подчёркивает «реципрокность и мораль, которые необходимы для обмена дарами».
Лаура Комолетти и Майкл Драут, рассматривая цикл о Земноморье с точки зрения теории речевых актов, полагали, что роман смещает языковые акценты с индивида к сообществу — сообществу жриц Каргада; речевой акт, имеющий социальную легитимацию, делает из героини Ару. Ле Гуин исследует природу означающего и означаемого в языке и культуре, где нет ни мифа о языке созидания, ни магической связи между означающим и означаемым (её невозможно выявить). Религия каргов состоит из бессмысленных слов и ритуалов — песнопения жриц проводятся «в пустых ритуалах перед пустым троном»; карги не скрывают подлинные имена, которые, видимо, не имеют власти. Безымянные не являются означаемым: неизвестно их число, они «бесформенные и неназванные»; слова Геда о том, что у них есть имена, подрывают религию и представления каргов. Комолетти и Драут считали, что для Ле Гуин язык, устраняющий сверхъестественные возможности речевых актов, создаёт общество, которое не может отличить добро от зла и поэтому порабощается властью. По мнению исследователей, героиня возвращает своё подлинное «Я» тогда, когда волшебник возвращает ей имя (означающее). Если в первом романе означающее «Гед» относится к двум означаемым (Гед и Тень), то «Тенар» и «Ара» связаны с одним означаемым. Тенар должна выбрать, кем быть, так как у одной вещи не может быть два имени. Комолетти и Драут полемизировали с тезисом об Аре-Тенар как пустом означающем, поскольку личность Тенар не умерла, когда она стала жрицей. Девушка отличала добро от зла: понимала, что поступила плохо по отношению к узникам, видела зло в жажде власти Коссил, была на стороне подруги Пенте, несмотря на её кощунство. По мнению Комолетти и Драута, Тенар в большей степени представляет собой «означаемое без соответствующего индивидуального означающего», поскольку лишена возможности получать речевые акты от других в виде солидарности, дружбы, любви и т. д.
Мёрфи и Бернардо полагали, что с точки зрения культуры или антропологии книгу можно рассматривать в двух ракурсах: с одной стороны, в романе подчеркиваются культурные различия, представлено целостное описание культуры, с другой — в книге затрагивается тема прав, центральная для 1960-х годов и американской культуры XX века; произведение существует в культурном контексте, создано в определённом месте и времени.
Первый подход позволяет увидеть культуру каргов с её «акцентом на власть символов и ритуалов» — с самого начала романа подчёркивается вера в традицию (церемония «посвящения» Тенар). Согласно Мёрфи и Бернардо, автор показывает противоречие внутри системы ритуалов, культуры, которая требует жертвы от индивидов и их семей, как в случае родителей Тенар. Для Ле Гуин существуют «универсальные побуждения», которые могут «преодолевать индивидуальные культурные императивы и традиции»; в этом столкновении надындивидуальная культура часто побеждает (отец Тенар принимает то, что дочь у них заберут, а действия матери не помогают). Традиция имеет власть над Арой через неизменные ритуалы. Исследователи отмечали, что в концовке нарратив преодолевает границы одной культуры, связывая прошлое и будущее двух культур: автор соединяет историю двух главных героев с историей каргадских изгнанников на острове, где волшебник нашёл половинку кольца (Тенар знает, кого Гед там встретил). По выводу Бернардо и Мёрфи, девушка соглашается поехать к Огиону в том числе потому, что не вписывается в другую культуру (её жизнь ограничивалась властной иерархией в Гробницах).
Второй подход связан с историческим контекстом 1960-х годов — периодом борьбы за гражданские права и против войны во Вьетнаме, хотя внешне это не заметно. По мнению Бернардо и Мёрфи, растущая тревога Тенар и утрата ею веры перекликаются с чувством беспокойства у участников этих движений. По оценке исследователей, роман не особенно феминистский, но его публикация совпала с ростом феминизма — Ле Гуин выбрала девушку в качестве протагониста, что само по себе указывает на признание роли женщины в движении за мир; в этом антивоенном и феминистском контексте руна кольца Эррет-Акбе неслучайно называется Руной мира.

### В творчестве Ле Гуин
Роман оценивался как более мрачный, чем «Волшебник Земноморья», и характеризовался как более зрелый в плане стиля и содержания. Колин Мэнлав считал, что в художественном и тематическом плане книга занимает в трилогии серединное положение. Если первый роман посвящён проблеме зла на уровне индивида, а третий описывает моральный конфликт на социальном, глобальном уровне, то в «Гробницах» соединяются индивидуальное и социальное: хотя на протяжении романа показано личностное развитие Ары, которая стремится вырваться из тёмного лабиринта (до некоторой степени являющегося символом изолированного индивида), это развитие стимулируется внешней агентностью в лице Геда. Как полагал Мэнлав, в отличие от первой и третьей книги, в которых происходит движение от центра к периферии, в «Гробницах» Гед находится в поисках «центра, центра лабиринта». Согласно Элизабет Камминс, в «Волшебнике» показан внутренний процесс самопознания Геда; развитие же Тенар, напротив, ориентировано вовне, на осознание связи между личностью и сообществом. Литературовед выделила обстоятельства взросления героини, отличающиеся от таковых для Геда в «Волшебнике»: Тенар живёт не в центре, а на окраине Земноморья; её идентичность была ей навязана, в то время как Гед действовал по собственной воле; поступки Тенар совершались публично и влекли социальные и политические последствия. Детство Геда не было таким тяжёлым: Тенар не помогали тётка-колдунья или наставник Огион, она не посещала Школу Волшебников; в отличие от Атуана, острова Гонт и Рок, по выражению Ленц, «наполнены светом и воздухом». Как отмечал Слассер, попытка Геда завершать начатое Эррет-Акбе и восстановить гармонию в мире, вернув Утраченную Руну, является его первым общественно значимым деянием (в отличие от поединка с Тенью в «Волшебнике»), которое описывается в сказании «Подвиг Геда», но в то же время очень личным опытом.
Согласно Толботу, в отличие от романа «Левая рука Тьмы», где показана культура, выходящая за рамки мужского взгляда на мир, и «Волшебника Земноморья», где представлен традиционный мужской героизм, развитие Ары менее предсказуемое; девушка не может действовать и ограничена предписанной ролью в системе, в которой её ждет духовное уничтожение. Процесс индивидуации Тенар напоминает развитие андрогина Эстравена из «Левой руки Тьмы». По оценке Бакнолл, в романе представлен тот же сюжет, что и в «Левой руке Тьмы», хотя вторая книга намного более сложная и неоднозначная; оба романа посвящены верности и предательству, и в них нет счастливого конца. Отношения между Дженли Аи и Эстравеном напоминают связь Геда и Тенар: в обоих случаях мужчине помогает спастись «женщина». Эстравен — андрогин, но в те моменты, когда Дженли замечает в нём сексуальность, он видит женщину. В то же время Эстравен, по мнению Бакнолл, в отличие от Тенар, не является служителем Тьмы, а Дженли далеко до мудрого волшебника.

## Создание и публикации
Сокращённая версия публиковалась в первом томе журнала Worlds of Fantasy (номер 1970—1971). Полная версия вышла в престижном детском издательстве Atheneum в 1971 году. Вскоре после публикации «Волшебника Земноморья» у Ле Гуин появился литературный агент, Вирджиния Кидд, которая не согласилась с предложением Parnassus и нашла издательство с более выгодными условиями. Роман посвящён «рыжеволосой из Теллурида» — Теодоре Крёбер, матери писательницы. Крейг и Диана Бэрроу обнаружили в письме Ле Гуин к Теодоре (1971 год) указание на причину, почему Гед и Тенар не поженились: по словам Ле Гуин, архетип должен «вести себя как архетип», а волшебники не женятся.
Роман получил в основном положительные отзывы критиков, которые похвалили мастерски выстроенное повествование, создание правдоподобного мира и осмысление автором мифа; была отмечена мрачная и жуткая атмосфера. Некоторые рецензенты посчитали книгу незавершённой и менее яркой, чем «Волшебник». Негативно высказались только два рецензента: писатель-фантаст Тед Уайт (Fantastic) охарактеризовал книгу как незаконченную и неубедительную, а Дженнифер Фэрли Смит (The Christian Science Monitor) жаловалась на «ощущение безысходности и кошмарную атмосферу». Некоторые обозреватели видели в произведении аллегорию, другие — миф об Ариадне; критики выражали желание увидеть продолжение. 
В Великобритании положительную рецензию на роман опубликовал влиятельный литературный критик и детский писатель Джон Роу Таунсенд (The Guardian). Таунсенд, отмечая познания Ле Гуин в антропологии и современной психологии, полагал, что первые два романа о Земноморье не уступают любым другим произведениям в жанре фэнтези, включая Дж. Толкина. Критик обратил особое внимание на «дыхание жизни» в книге, а также похвалил сюжет и стиль; по его мнению, детально проработанный мир существует за пределами романа. Британский критик и писатель Эдвард Блишен (Times Educational Supplement) посчитал книгу достойным продолжением «Волшебника Земноморья»: несмотря на сюжет, роман не является готическим, а «наполнен светом», чему способствует в том числе точность в деталях. Британский критик Наоми Льюис, которая рецензировала романы трилогии для The Times Literary Supplement и The Observer, отметила проработку деталей, достаточно полное описание «места, времени, обычаев, правил поведения и магии», сложную топографию; эти черты, по мнению Льюис, делают роман столь же правдоподобным и подробным, как «воображаемые миры сестёр Бронте». В 1975 году Льюис характеризовала «Гробницы Атуана» как «необыкновенную книгу». В 1974 году Питер Николс отметил, что если над первой и третьей книгами трилогии довлеет «рёв или гул» открытого океана, то «Гробницы Атуана» «утяжелены землёй». По оценке Николса, книга, которую Ле Гуин намеренно сделала отличной от предыдущей, не вполне оправдала ожидания читателей и привела в замешательство многих критиков. Роман подробно разобрал Джордж Слассер в своём исследовании творчества писательницы (1976). В 1991 году Бэрроу считали, что даже большинство феминистских авторов игнорируют роман с его историей женского взросления. В 1995 году Литтлфилд отмечала, что роман был практически проигнорирован академическими авторами — возможно, из-за главной героини-женщины.
Роман номинировался на премию Джона Ньюбери, Национальную книжную премию и получил высокую оценку от Американской библиотечной ассоциации в виде «Почётного диплома медали Джона Ньюбери» (англ. Newbery Honor Book). В 1991 году роман вошёл в шорт-лист премии «Феникс» (вручается американской Ассоциацией детской литературы) — этот факт, по оценке Кэддена, означает, что книга выдержала испытание временем, хотя не получила значимых наград сразу после публикации. В 2019 году трилогия о Земноморье вошла в список ста самых влиятельных англоязычных романов по версии BBC. В 2020 году роман был включён в список ста лучших фэнтезийных книг всех времён по версии журнала Time.
Роман неоднократно переиздавался на английском языке в Великобритании и США (лондонское издание Gollancz (1972), публикация Bantam (1975) в Нью-Йорке и другие). Книга переводилась в том числе на голландский (1974, 2015), японский (1976), немецкий (1979, 2018), шведский (1978), французский (1980, 2007), португальский (1981, 2002, 2017, 2022), испанский (1988, 2004), сербский (1988), итальянский (1989, 2024), русский (1991), чешский (2003), украинский (2005), китайский (2013), эстонский (2015), литовский (2016), тайский (2018) языки. По данным сайта «Лаборатория Фантастики», насчитывается свыше 20 изданий романа на русском языке; существует четыре перевода, из которых чаще всего публиковалась версия И. Тогоевой (17 изданий).

## Адаптации
К 1981 году относится сценарий, написанный Ле Гуин совместно с Майклом Пауэллом и включавший «Волшебник Земноморья». В 2004 году каналом Sci-Fi Channel на волне успеха «Властелина колец» Питера Джексона был снят телефильм «Земноморье» (первоначальное название — «Легенда Земноморья»), соединивший сюжетные элементы «Волшебника Земноморья» и «Гробниц Атуана». Роль белокожей Тенар исполнила актриса Кристин Крук, имеющая азиатские корни. Ле Гуин негативно оценила экранизацию, отметив плохой кастинг и «бессмысленный сюжет на основе секса и насилия».

## Комментарии
1. ↑  Имена, названия и цитаты приводятся по русскому изданию 1992 года (перевод И. Тогоевой).
2. ↑  Тхар называет по памяти «нужное количество поворотов и пропусков», которые ей когда-то рассказала предыдущая Великая Жрица Безымянных[66].
3. ↑  В 2009 году в частной переписке с литературоведом Тимоти Миллером Ле Гуин утверждала, что никогда не читала этот роман, крайне негативно оценивая «мизогинию и снобизм» Льюиса[119].
4. ↑  Согласно Толкину (эссе «О волшебных историях»), «восстановление» и «утешение» являются главными задачами фэнтези. Восстановление позволяет вновь обрести чистый, детский взгляд на мир[122]
5. ↑  Литературовед Донна Уайт полагала, что этот анализ времён года выходит за рамки достоверности[140].
6. ↑  Исследователь развивал идеи Шиппи, но не соглашался с выводом об «антимифе» в трилогии[141].
7. ↑  Уэстон считала, что копьё и кубок (чаша) имели символическую связь в дохристианский период: копьё представляло мужскую, чаша — женскую репродуктивную силу[145].
8. ↑  «Поймемъ разъ навсегда, что этическій прогрессъ общества зависитъ не отъ подражанія космическому процессу, еще менѣе отъ уклоненія отъ него, а отъ борьбы съ нимъ». См.: Томас Генри Гексли. «Эволюція и этика». Русская мысль, кн. IX, 1893. Перевод К. А. Тимирязева.
9. ↑  Эрлих и Кроу рассматривали три устойчивые схемы в романах трилогии: движение от социального хаоса к порядку (в романе обеспечивается действиями Геда, поскольку поклонение Тьме сеет хаос в мире), процесс индивидуации в терминах Юнга и диалектическое Равновесие[156].
10. ↑  Благодаря тому, что ранее познал себя[159].
11. ↑  Здесь Ле Гуин, по оценке Шерман, обращается к концепциям Карла Юнга[168].
12. ↑  Как полагали Эрлих и Кроу, писательница соглашается с Сартром в том, что Другой всегда остаётся чужим, но возражает против ограниченности аналитического экзистенциализма: в нём нет связи с Другим, отрицаются подсознание и связь человека с природой; поэтому её философия дополняется даосским принятием мира, концепцией «Я и Ты» Мартина Бубера, некоторыми идеями Мартина Хайдеггера о языке и бытии, а также глубинной психологией Юнга[174].
13. ↑  У Юнга психология мужчины и женщины различается: Анима представляет собой женский элемент в мужчине, а Анимус — это мужской элемент в женщине. Цель психической интеграции — андрогинное состояние, которое достигается путём принятия этого «другого» в себе; женская интеграция отличается от мужской[93]. Феминистские критики считали, что Юнг описывал мужскую психику[182].
14. ↑  Литературоведы Лаура Комолетти и Майкл Драут[англ.] полагали, что данный тезис об объединении является бездоказательным[193].
15. ↑  Ара появляется в последний раз после обрушения Гробниц: лицо Геда кажется ей «черным», искажённым «страшной гримасой, как у демона»[97][234].
16. ↑  В книгах о девушках, написанных женщинами[243].
17. ↑  Поскольку мужская зрелость связана обретением власти, а женская — с принятием зависимости и утратой власти[243].
18. ↑  Ленц отмечала, что Ара дважды совершает кражу: когда берёт посох Геда и когда забирает серебряную цепочку с половинкой кольца; Гед крадёт вторую половину кольца Эррет-Акбе[195].
19. ↑  Комолетти и Драут сближали Земноморье с христианством, а не с метафизикой даосизма, и рассматривали магию с точки зрения теории речевых актов: волшебники с помощью Истинной Речи описывают физическую реальность и её изменяют. Исследователи отмечали сходство Истинной Речи с латынью (хотя латынь не являлась языком созидания), а волшебников — со средневековыми священниками. Гед признаётся Тенар, что волшебники часто просят милостыню и получают «пищу и кров» — эта модель, когда маги взамен используют сверхъестественную силу на благо общины, соответствует отношениям между прихожанами и священниками в Средние века. По мнению литературоведов, Истинная Речь явно «антисоссюровская», поскольку связь означающего и означаемого не произвольна; кроме того, означающее и означаемое могут соединяться в одном предмете[262].